# バレーボール2006/07Vプレミアリーグ
バレーボール 2006/07 Vプレミアリーグ（ばれーぼーる 2006/07 ぶいぷれみありーぐ）は、2007年1月6日から2007年4月15日にかけて行われたVプレミアリーグの大会である。前年までのVリーグが拡大され、大会名称も変更となった。

## 概要

### 日程
- 男子:2007年1月6日 - 2007年4月14日（決勝）
- 女子:2007年1月6日 - 2007年4月15日（決勝）

### 試合方法
男子4回戦、女子3回戦総当たりのレギュラーラウンドを行う。通算成績の上位4チームが、セミファイナルラウンドに進出し、上位2チームが優勝決定戦を行う。

### 変更点
セミファイナルラウンドがページシステムから、1回戦総当たり方式に戻され、優勝決定戦も1試合で行われるように変更された。

## 男子

### 参加チーム
| 前回順位 | チーム名                       | 備考        |
| -------- | ------------------------------ | ----------- |
| 1        | 堺ブレイザーズ                 |             |
| 2        | サントリーサンバーズ           |             |
| 3        | NECブルーロケッツ              |             |
| 4        | JTサンダーズ                   |             |
| 5        | 松下電器パナソニックパンサーズ |             |
| 6        | 東レ・アローズ                 |             |
| 7        | 豊田合成トレフェルサ           |             |
| -        | 大分三好ヴァイセアドラー       | V1リーグ1位 |

### 1Leg

#### 1月6日
| #101 | 2007年1月6日 14:07 |                                |                               |                        |                                                          |
| #101 | 2007年1月6日 14:07 | サントリー・サンバーズ （1勝） | 3 - 1 (24-26) (25-20) (25-13) | 堺ブレイザーズ （1敗） | 舞洲アリーナ 観客数: 2,900人 主審: 小柴滋 副審: 西中野健 |
| #101 | 2007年1月6日 14:07 |                                |                               |                        | 舞洲アリーナ 観客数: 2,900人 主審: 小柴滋 副審: 西中野健 |

| #102 | 2007年1月6日 16:15 |                              |                               |                                          |                                                            |
| #102 | 2007年1月6日 16:15 | 豊田合成トレフェルサ （1勝） | 3 - 0 (25-22) (25-23) (25-22) | 松下電器パナソニック・パンサーズ （1敗） | 舞洲アリーナ 観客数: 2,800人 主審: 印藤智一 副審: 中馬義郎 |
| #102 | 2007年1月6日 16:15 |                              |                               |                                          | 舞洲アリーナ 観客数: 2,800人 主審: 印藤智一 副審: 中馬義郎 |

| #103 | 2007年1月6日 14:00 |                           |                                       |                                  |                                                                                          |
| #103 | 2007年1月6日 14:00 | NECブルーロケッツ （1勝） | 3 - 1 (25-21) (23-25) (25-18) (25-17) | 大分三好ヴァイセアドラー （1敗） | 広島県立総合体育館（広島グリーンアリーナ） 観客数: 2,230人 主審: 石井洋壮 副審: 冨田博一 |
| #103 | 2007年1月6日 14:00 |                           |                                       |                                  | 広島県立総合体育館（広島グリーンアリーナ） 観客数: 2,230人 主審: 石井洋壮 副審: 冨田博一 |

| #104 | 2007年1月6日 16:15 |                        |                                               |                      |                                                                                          |
| #104 | 2007年1月6日 16:15 | 東レ・アローズ （1勝） | 3 - 2 (25-19) (25-27) (25-22) (11-25) (15-12) | JTサンダーズ （1敗） | 広島県立総合体育館（広島グリーンアリーナ） 観客数: 3,440人 主審: 利根川忠史 副審: 江下毅 |
| #104 | 2007年1月6日 16:15 |                        |                                               |                      | 広島県立総合体育館（広島グリーンアリーナ） 観客数: 3,440人 主審: 利根川忠史 副審: 江下毅 |

#### 1月7日
| #105 | 2007年1月7日 13:08 |                                   |                               |                              |                                                          |
| #105 | 2007年1月7日 13:08 | サントリー・サンバーズ （1勝1敗） | 0 - 3 (21-25) (22-25) (23-25) | 豊田合成トレフェルサ （2勝） | 舞洲アリーナ 観客数: 2,800人 主審: 印藤智一 副審: 小柴滋 |
| #105 | 2007年1月7日 13:08 |                                   |                               |                              | 舞洲アリーナ 観客数: 2,800人 主審: 印藤智一 副審: 小柴滋 |

| #106 | 2007年1月7日 15:00 |                                          |                                               |                           |                                                            |
| #106 | 2007年1月7日 15:00 | 松下電器パナソニック・パンサーズ （2敗） | 2 - 3 (20-25) (25-20) (25-13) (20-25) (13-15) | 堺ブレイザーズ （1勝1敗） | 舞洲アリーナ 観客数: 2,700人 主審: 中馬義郎 副審: 小林大樹 |
| #106 | 2007年1月7日 15:00 |                                          |                                               |                           | 舞洲アリーナ 観客数: 2,700人 主審: 中馬義郎 副審: 小林大樹 |

| #107 | 2007年1月7日 13:00 |                        |                               |                                  |                                                                                          |
| #107 | 2007年1月7日 13:00 | 東レ・アローズ （2勝） | 3 - 0 (25-21) (25-18) (25-17) | 大分三好ヴァイセアドラー （2敗） | 広島県立総合体育館（広島グリーンアリーナ） 観客数: 2,080人 主審: 冨田博一 副審: 横山寿一 |
| #107 | 2007年1月7日 13:00 |                        |                               |                                  | 広島県立総合体育館（広島グリーンアリーナ） 観客数: 2,080人 主審: 冨田博一 副審: 横山寿一 |

| #108 | 2007年1月7日 15:00 |                         |                                               |                              |                                                                                          |
| #108 | 2007年1月7日 15:00 | JTサンダーズ （1勝1敗） | 3 - 2 (26-24) (23-25) (25-19) (17-25) (15-13) | NECブルーロケッツ （1勝1敗） | 広島県立総合体育館（広島グリーンアリーナ） 観客数: 3,520人 主審: 利根川忠史 副審: 江下毅 |
| #108 | 2007年1月7日 15:00 |                         |                                               |                              | 広島県立総合体育館（広島グリーンアリーナ） 観客数: 3,520人 主審: 利根川忠史 副審: 江下毅 |

#### 1月8日
| #109 | 2007年1月8日 13:00 |                              |                               |                           |                                                            |
| #109 | 2007年1月8日 13:00 | 豊田合成トレフェルサ （3勝） | 3 - 0 (25-18) (25-23) (26-24) | 堺ブレイザーズ （1勝2敗） | 舞洲アリーナ 観客数: 2,600人 主審: 中馬義郎 副審: 印藤智一 |
| #109 | 2007年1月8日 13:00 |                              |                               |                           | 舞洲アリーナ 観客数: 2,600人 主審: 中馬義郎 副審: 印藤智一 |

| #110 | 2007年1月8日 15:00 |                                             |                                               |                                   |                                                        |
| #110 | 2007年1月8日 15:00 | 松下電器パナソニック・パンサーズ （1勝2敗） | 3 - 2 (19-25) (25-16) (23-25) (25-14) (15-13) | サントリー・サンバーズ （1勝2敗） | 舞洲アリーナ 観客数: 2,700人 主審: 小柴滋 副審: 建井敬 |
| #110 | 2007年1月8日 15:00 |                                             |                                               |                                   | 舞洲アリーナ 観客数: 2,700人 主審: 小柴滋 副審: 建井敬 |

| #111 | 2007年1月8日 13:05 |                              |                                               |                           |                                                                                          |
| #111 | 2007年1月8日 13:05 | NECブルーロケッツ （2勝1敗） | 3 - 2 (25-22) (23-25) (18-25) (25-23) (17-15) | 東レ・アローズ （2勝1敗） | 広島県立総合体育館（広島グリーンアリーナ） 観客数: 1,240人 主審: 石井洋壮 副審: 冨田博一 |
| #111 | 2007年1月8日 13:05 |                              |                                               |                           | 広島県立総合体育館（広島グリーンアリーナ） 観客数: 1,240人 主審: 石井洋壮 副審: 冨田博一 |

| #112 | 2007年1月8日 15:40 |                         |                                       |                                  |                                                                                          |
| #112 | 2007年1月8日 15:40 | JTサンダーズ （2勝1敗） | 3 - 1 (25-20) (26-28) (25-17) (25-23) | 大分三好ヴァイセアドラー （3敗） | 広島県立総合体育館（広島グリーンアリーナ） 観客数: 3,190人 主審: 江下毅 副審: 利根川忠史 |
| #112 | 2007年1月8日 15:40 |                         |                                       |                                  | 広島県立総合体育館（広島グリーンアリーナ） 観客数: 3,190人 主審: 江下毅 副審: 利根川忠史 |

#### 1月13日
| #113 | 2007年1月13日 16:05 |                              |                                       |                                             |                                                                  |
| #113 | 2007年1月13日 16:05 | NECブルーロケッツ （2勝2敗） | 1 - 3 (25-20) (17-25) (26-28) (13-25) | 松下電器パナソニック・パンサーズ （2勝2敗） | 川崎市とどろきアリーナ 観客数: 2,980人 主審: 勝又正 副審: 澤達大 |
| #113 | 2007年1月13日 16:05 |                              |                                       |                                             | 川崎市とどろきアリーナ 観客数: 2,980人 主審: 勝又正 副審: 澤達大 |

| #114 | 2007年1月13日 14:00 |                              |                                       |                                  |                                                        |
| #114 | 2007年1月13日 14:00 | 豊田合成トレフェルサ （4勝） | 3 - 1 (25-14) (25-13) (24-26) (25-20) | 大分三好ヴァイセアドラー （4敗） | 東京体育館 観客数: 2,000人 主審: 小林朝実 副審: 丹野強 |
| #114 | 2007年1月13日 14:00 |                              |                                       |                                  | 東京体育館 観客数: 2,000人 主審: 小林朝実 副審: 丹野強 |

| #115 | 2007年1月13日 14:00 |                         |                               |                           |                                                                            |
| #115 | 2007年1月13日 14:00 | JTサンダーズ （2勝2敗） | 2 - 3 (25-20) (17-25) (17-19) | 堺ブレイザーズ （2勝2敗） | 堺市金岡公園体育館 観客数: 2,700人 主審: 高橋弘二 副審: グレッグ・ルーオー |
| #115 | 2007年1月13日 14:00 |                         |                               |                           | 堺市金岡公園体育館 観客数: 2,700人 主審: 高橋弘二 副審: グレッグ・ルーオー |

| #116 | 2007年1月13日 14:00 |                                   |                                               |                           |                                                                                                  |
| #116 | 2007年1月13日 14:00 | サントリー・サンバーズ （1勝3敗） | 2 - 3 (25-23) (24-26) (27-25) (29-31) (13-15) | 東レ・アローズ （3勝1敗） | 箕面市立第一総合運動場市民体育館（スカイアリーナ） 観客数: 1,350人 主審: 冨田博一 副審: 小野将人 |
| #116 | 2007年1月13日 14:00 |                                   |                                               |                           | 箕面市立第一総合運動場市民体育館（スカイアリーナ） 観客数: 1,350人 主審: 冨田博一 副審: 小野将人 |

#### 1月14日
| #117 | 2007年1月14日 16:00 |                              |                                       |                              |                                                                    |
| #117 | 2007年1月14日 16:00 | NECブルーロケッツ （2勝3敗） | 1 - 3 (21-25) (25-23) (19-25) (22-25) | 豊田合成トレフェルサ （5勝） | 川崎市とどろきアリーナ 観客数: 3,470人 主審: 勝又正 副審: 土佐和樹 |
| #117 | 2007年1月14日 16:00 |                              |                                       |                              | 川崎市とどろきアリーナ 観客数: 3,470人 主審: 勝又正 副審: 土佐和樹 |

| #118 | 2007年1月14日 13:00 |                                             |                                              |                                  |                                                          |
| #118 | 2007年1月14日 13:00 | 松下電器パナソニック・パンサーズ （3勝2敗） | 3 - 2 (25-18) (25-19) (20-25) (21-25) (15-7) | 大分三好ヴァイセアドラー （5敗） | 東京体育館 観客数: 1,000人 主審: 小林朝実 副審: 野村考一 |
| #118 | 2007年1月14日 13:00 |                                             |                                              |                                  | 東京体育館 観客数: 1,000人 主審: 小林朝実 副審: 野村考一 |

| #119 | 2007年1月14日 14:00 |                           |                                               |                           |                                                                  |
| #119 | 2007年1月14日 14:00 | 東レ・アローズ （4勝1敗） | 3 - 2 (19-25) (22-25) (27-25) (25-18) (15-12) | 堺ブレイザーズ （2勝3敗） | 堺市金岡公園体育館 観客数: 2,500人 主審: 冨田博一 副審: 小野将人 |
| #119 | 2007年1月14日 14:00 |                           |                                               |                           | 堺市金岡公園体育館 観客数: 2,500人 主審: 冨田博一 副審: 小野将人 |

| #120 | 2007年1月14日 14:05 |                                   |                                              |                         | |
| #120 | 2007年1月14日 14:05 | サントリー・サンバーズ （2勝3敗） | 3 - 2 (25-22) (24-26) (25-18) (20-25) (15-9) | JTサンダーズ （2勝3敗） | 箕面市立第一総合運動場市民体育館（スカイアリーナ） 観客数: 1,600人 主審: 高橋弘二 副審: グレッグ・ルーオー |
| #120 | 2007年1月14日 14:05 |                                   |                                              |                         | 箕面市立第一総合運動場市民体育館（スカイアリーナ） 観客数: 1,600人 主審: 高橋弘二 副審: グレッグ・ルーオー |

#### 1月20日
| #121 | 2007年1月20日 13:15 |                              |                                       |                           |                                                            |
| #121 | 2007年1月20日 13:15 | NECブルーロケッツ （3勝3敗） | 3 - 1 (22-25) (25-19) (25-20) (25-21) | 堺ブレイザーズ （2勝4敗） | 仙台市体育館 観客数: 3,550人 主審: 村上成司 副審: 佐々木功 |
| #121 | 2007年1月20日 13:15 |                              |                                       |                           | 仙台市体育館 観客数: 3,550人 主審: 村上成司 副審: 佐々木功 |

| #122 | 2007年1月20日 15:40 |                                   |                               |                                  |                                                              |
| #122 | 2007年1月20日 15:40 | サントリー・サンバーズ （3勝3敗） | 3 - 1 (24-26) (25-20) (25-22) | 大分三好ヴァイセアドラー （6敗） | 仙台市体育館 観客数: 3,200人 主審: 阿部広太郎 副審: 新川剛由 |
| #122 | 2007年1月20日 15:40 |                                   |                               |                                  | 仙台市体育館 観客数: 3,200人 主審: 阿部広太郎 副審: 新川剛由 |

| #123 | 2007年1月20日 14:04 |                                             |                               |                         |                                                                    |
| #123 | 2007年1月20日 14:04 | 松下電器パナソニック・パンサーズ （4勝2敗） | 3 - 1 (25-22) (27-29) (25-22) | JTサンダーズ （2勝4敗） | 草薙総合運動場体育館 観客数: 2,800人 主審: 山田道人 副審: 佐藤拓男 |
| #123 | 2007年1月20日 14:04 |                                             |                               |                         | 草薙総合運動場体育館 観客数: 2,800人 主審: 山田道人 副審: 佐藤拓男 |

| #124 | 2007年1月20日 16:39 |                                 |                               |                           |                                                                    |
| #124 | 2007年1月20日 16:39 | 豊田合成トレフェルサ （5勝1敗） | 0 - 3 (18-25) (19-25) (22-25) | 東レ・アローズ （5勝1敗） | 草薙総合運動場体育館 観客数: 3,000人 主審: 田野昭彦 副審: 高橋弘二 |
| #124 | 2007年1月20日 16:39 |                                 |                               |                           | 草薙総合運動場体育館 観客数: 3,000人 主審: 田野昭彦 副審: 高橋弘二 |

#### 1月21日
| #125 | 2007年1月21日 11:00 |                           |                                       |                                  |                                                              |
| #125 | 2007年1月21日 11:00 | 堺ブレイザーズ （3勝4敗） | 3 - 1 (25-21) (25-19) (20-25) (36-34) | 大分三好ヴァイセアドラー （7敗） | 仙台市体育館 観客数: 3,000人 主審: 阿部広太郎 副審: 新川剛由 |
| #125 | 2007年1月21日 11:00 |                           |                                       |                                  | 仙台市体育館 観客数: 3,000人 主審: 阿部広太郎 副審: 新川剛由 |

| #126 | 2007年1月21日 13:21 |                              |                       |                                   |                                                            |
| #126 | 2007年1月21日 13:21 | NECブルーロケッツ （3勝4敗） | 0 - 3 (19-25) (23-25) | サントリー・サンバーズ （4勝3敗） | 仙台市体育館 観客数: 4,100人 主審: 村上成司 副審: 佐々木功 |
| #126 | 2007年1月21日 13:21 |                              |                       |                                   | 仙台市体育館 観客数: 4,100人 主審: 村上成司 副審: 佐々木功 |

| #127 | 2007年1月21日 13:00 |                         |                                       |                                 |                                                            |
| #127 | 2007年1月21日 13:00 | JTサンダーズ （3勝4敗） | 3 - 1 (25-19) (25-22) (19-25) (25-19) | 豊田合成トレフェルサ （5勝2敗） | 静岡県武道館 観客数: 2,000人 主審: 田野昭彦 副審: 佐藤拓男 |
| #127 | 2007年1月21日 13:00 |                         |                                       |                                 | 静岡県武道館 観客数: 2,000人 主審: 田野昭彦 副審: 佐藤拓男 |

| #128 | 2007年1月21日 15:15 |                           |                                       |                                             |                                                            |
| #128 | 2007年1月21日 15:15 | 東レ・アローズ （6勝1敗） | 3 - 1 (25-22) (25-19) (23-25) (25-15) | 松下電器パナソニック・パンサーズ （4勝3敗） | 静岡県武道館 観客数: 1,900人 主審: 高橋弘二 副審: 山田道人 |
| #128 | 2007年1月21日 15:15 |                           |                                       |                                             | 静岡県武道館 観客数: 1,900人 主審: 高橋弘二 副審: 山田道人 |

#### 1Legの結果
| 順位 | チーム名                       | 試合数 | 勝数 | 敗数 | 勝率  | 備考           |
| ---- | ------------------------------ | ------ | ---- | ---- | ----- | -------------- |
| 1    | 東レ・アローズ                 | 7      | 6    | 1    | 0.857 |                |
| 2    | 豊田合成トレフェルサ           | 7      | 5    | 2    | 0.714 |                |
| 3    | サントリーサンバーズ           | 7      | 4    | 3    | 0.571 | セット率 1.231 |
| 4    | 松下電器パナソニックパンサーズ | 7      | 4    | 3    | 0.571 | セット率 1.000 |
| 5    | JTサンダーズ                   | 7      | 3    | 4    | 0.429 | セット率 1.000 |
| 6    | NECブルーロケッツ              | 7      | 3    | 4    | 0.429 | セット率 0.812 |
| 7    | 堺ブレイザーズ                 | 7      | 3    | 4    | 0.429 | セット率 0.765 |
| 8    | 大分三好ヴァイセアドラー       | 7      | 0    | 7    | 0.000 |                |

### 2Leg

#### 1月27日
| #129 | 2007年1月27日 14:00 |                              |                               |                           |                                                              |
| #129 | 2007年1月27日 14:00 | NECブルーロケッツ （3勝5敗） | 0 - 3 (21-25) (22-25) (17-25) | 堺ブレイザーズ （4勝4敗） | 宮崎市総合体育館 観客数: 2,162人 主審: 代居正巳 副審: 塚本健 |
| #129 | 2007年1月27日 14:00 |                              |                               |                           | 宮崎市総合体育館 観客数: 2,162人 主審: 代居正巳 副審: 塚本健 |

| #130 | 2007年1月27日 16:00 |                           |                               |                                  |                                                                |
| #130 | 2007年1月27日 16:00 | 東レ・アローズ （7勝1敗） | 3 - 1 (25-20) (23-25) (26-24) | 大分三好ヴァイセアドラー （8敗） | 宮崎市総合体育館 観客数: 2,300人 主審: 中馬義郎 副審: 山本晋五 |
| #130 | 2007年1月27日 16:00 |                           |                               |                                  | 宮崎市総合体育館 観客数: 2,300人 主審: 中馬義郎 副審: 山本晋五 |

| #131 | 2007年1月27日 14:00 |                                   |                                              |                                             |                                                                              |
| #131 | 2007年1月27日 14:00 | サントリー・サンバーズ （5勝3敗） | 3 - 2 (26-28) (27-25) (25-14) (23-25) (15-9) | 松下電器パナソニック・パンサーズ （4勝4敗） | 氷見市ふれあいスポーツセンター 観客数: 2,500人 主審: 石井洋壮 副審: 三見洋子 |
| #131 | 2007年1月27日 14:00 |                                   |                                              |                                             | 氷見市ふれあいスポーツセンター 観客数: 2,500人 主審: 石井洋壮 副審: 三見洋子 |

| #132 | 2007年1月27日 16:40 |                         |                                       |                                 |                                                                                  |
| #132 | 2007年1月27日 16:40 | JTサンダーズ （3勝5敗） | 1 - 3 (21-25) (25-23) (17-25) (19-25) | 豊田合成トレフェルサ （6勝2敗） | 氷見市ふれあいスポーツセンター 観客数: 2,400人 主審: 利根川忠史 副審: 五十里勘司 |
| #132 | 2007年1月27日 16:40 |                         |                                       |                                 | 氷見市ふれあいスポーツセンター 観客数: 2,400人 主審: 利根川忠史 副審: 五十里勘司 |

#### 1月28日
| #133 | 2007年1月28日 13:00 |                              |                               |                           |                                                                |
| #133 | 2007年1月28日 13:00 | NECブルーロケッツ （3勝6敗） | 0 - 3 (21-25) (16-25) (19-25) | 東レ・アローズ （8勝1敗） | 高鍋町総合体育館 観客数: 1,872人 主審: 代居正巳 副審: 山本晋五 |
| #133 | 2007年1月28日 13:00 |                              |                               |                           | 高鍋町総合体育館 観客数: 1,872人 主審: 代居正巳 副審: 山本晋五 |

| #134 | 2007年1月28日 15:00 |                                  |                               |                           |                                                              |
| #134 | 2007年1月28日 15:00 | 大分三好ヴァイセアドラー （9敗） | 0 - 3 (13-25) (10-25) (20-25) | 堺ブレイザーズ （5勝4敗） | 高鍋町総合体育館 観客数: 2,073人 主審: 塚本健 副審: 中馬義郎 |
| #134 | 2007年1月28日 15:00 |                                  |                               |                           | 高鍋町総合体育館 観客数: 2,073人 主審: 塚本健 副審: 中馬義郎 |

| #135 | 2007年1月28日 13:00 |                         |                               |                                   |                                                                                |
| #135 | 2007年1月28日 13:00 | JTサンダーズ （3勝6敗） | 0 - 3 (20-25) (21-25) (35-37) | サントリー・サンバーズ （6勝3敗） | 氷見市ふれあいスポーツセンター 観客数: 3,100人 主審: 利根川忠史 副審: 三見洋子 |
| #135 | 2007年1月28日 13:00 |                         |                               |                                   | 氷見市ふれあいスポーツセンター 観客数: 3,100人 主審: 利根川忠史 副審: 三見洋子 |

| #136 | 2007年1月28日 15:05 |                                             |                                               |                                 |                                                                              |
| #136 | 2007年1月28日 15:05 | 松下電器パナソニック・パンサーズ （5勝4敗） | 3 - 2 (21-25) (25-22) (20-25) (25-21) (15-13) | 豊田合成トレフェルサ （6勝3敗） | 氷見市ふれあいスポーツセンター 観客数: 3,100人 主審: 石井洋壮 副審: 沖田直久 |
| #136 | 2007年1月28日 15:05 |                                             |                                               |                                 | 氷見市ふれあいスポーツセンター 観客数: 3,100人 主審: 石井洋壮 副審: 沖田直久 |

#### 2月3日
| #137 | 2007年2月3日 14:00 |                              |                       |                                   |                                                                    |
| #137 | 2007年2月3日 14:00 | NECブルーロケッツ （3勝7敗） | 0 - 3 (16-25) (22-25) | サントリー・サンバーズ （7勝3敗） | 町田市立総合体育館 観客数: 1,800人 主審: 印藤智一 副審: 阿部広太郎 |
| #137 | 2007年2月3日 14:00 |                              |                       |                                   | 町田市立総合体育館 観客数: 1,800人 主審: 印藤智一 副審: 阿部広太郎 |

| #138 | 2007年2月3日 16:00 |                                 |                               |                                   |                                                              |
| #138 | 2007年2月3日 16:00 | 豊田合成トレフェルサ （7勝3敗） | 3 - 0 (25-18) (25-19) (25-22) | 大分三好ヴァイセアドラー （10敗） | 町田市立総合体育館 観客数: 2,300人 主審: 小柴滋 副審: 仲博史 |
| #138 | 2007年2月3日 16:00 |                                 |                               |                                   | 町田市立総合体育館 観客数: 2,300人 主審: 小柴滋 副審: 仲博史 |

| #139 | 2007年2月3日 14:00 |                         |                                               |                                             |                                                              |
| #139 | 2007年2月3日 14:00 | JTサンダーズ （3勝7敗） | 2 - 3 (19-25) (25-15) (27-25) (23-25) (13-15) | 松下電器パナソニック・パンサーズ （6勝4敗） | 松下電器体育館 観客数: 2,700人 主審: 大塚達也 副審: 北村友香 |
| #139 | 2007年2月3日 14:00 |                         |                                               |                                             | 松下電器体育館 観客数: 2,700人 主審: 大塚達也 副審: 北村友香 |

| #140 | 2007年2月3日 16:42 |                           |                                               |                           |                                                                        |
| #140 | 2007年2月3日 16:42 | 堺ブレイザーズ （5勝5敗） | 2 - 3 (19-25) (25-23) (25-18) (24-26) (10-15) | 東レ・アローズ （9勝1敗） | 松下電器体育館 観客数: 2,400人 主審: 田中昭彦 副審: グレッグ・ルーオー |
| #140 | 2007年2月3日 16:42 |                           |                                               |                           | 松下電器体育館 観客数: 2,400人 主審: 田中昭彦 副審: グレッグ・ルーオー |

#### 2月4日
| #141 | 2007年2月4日 13:06 |                              |                               |                                   |                                                                    |
| #141 | 2007年2月4日 13:06 | NECブルーロケッツ （4勝7敗） | 3 - 0 (25-20) (25-14) (25-22) | 大分三好ヴァイセアドラー （11敗） | 町田市立総合体育館 観客数: 1,950人 主審: 阿部広太郎 副審: 印藤智一 |
| #141 | 2007年2月4日 13:06 |                              |                               |                                   | 町田市立総合体育館 観客数: 1,950人 主審: 阿部広太郎 副審: 印藤智一 |

| #142 | 2007年2月4日 15:05 |                                 |                                       |                                   |                                                              |
| #142 | 2007年2月4日 15:05 | 豊田合成トレフェルサ （7勝4敗） | 1 - 3 (25-19) (19-25) (21-25) (17-25) | サントリー・サンバーズ （8勝3敗） | 町田市立総合体育館 観客数: 2,000人 主審: 小林朝実 副審: 森野 |
| #142 | 2007年2月4日 15:05 |                                 |                                       |                                   | 町田市立総合体育館 観客数: 2,000人 主審: 小林朝実 副審: 森野 |

| #143 | 2007年2月4日 13:08 |                           |                               |                                             |                                                              |
| #143 | 2007年2月4日 13:08 | 堺ブレイザーズ （5勝6敗） | 0 - 3 (22-25) (33-35) (15-25) | 松下電器パナソニック・パンサーズ （7勝4敗） | 松下電器体育館 観客数: 2,600人 主審: 田野昭彦 副審: 小林大樹 |
| #143 | 2007年2月4日 13:08 |                           |                               |                                             | 松下電器体育館 観客数: 2,600人 主審: 田野昭彦 副審: 小林大樹 |

| #144 | 2007年2月4日 15:05 |                           |                                               |                         |                                                              |
| #144 | 2007年2月4日 15:05 | 東レ・アローズ （9勝2敗） | 2 - 3 (17-25) (25-18) (27-25) (23-25) (11-15) | JTサンダーズ （4勝7敗） | 松下電器体育館 観客数: 2,300人 主審: 大塚達也 副審: 田中昭彦 |
| #144 | 2007年2月4日 15:05 |                           |                                               |                         | 松下電器体育館 観客数: 2,300人 主審: 大塚達也 副審: 田中昭彦 |

#### 2月10日
| #145 | 2007年2月10日 13:00 |                                   |                               |                                   |                                                                    |
| #145 | 2007年2月10日 13:00 | 大分三好ヴァイセアドラー （12敗） | 0 - 3 (18-25) (23-25) (21-25) | サントリー・サンバーズ （9勝3敗） | 水島緑地福田公園体育館 観客数: 520人 主審: 小柴滋 副審: 千代延靖夫 |
| #145 | 2007年2月10日 13:00 |                                   |                               |                                   | 水島緑地福田公園体育館 観客数: 520人 主審: 小柴滋 副審: 千代延靖夫 |

| #146 | 2007年2月10日 15:00 |                              |                                               |                                 |                                                                    |
| #146 | 2007年2月10日 15:00 | NECブルーロケッツ （4勝8敗） | 2 - 3 (25-22) (22-25) (20-25) (27-25) (15-17) | 豊田合成トレフェルサ （8勝4敗） | 水島緑地福田公園体育館 観客数: 630人 主審: 代居正巳 副審: 中馬義郎 |
| #146 | 2007年2月10日 15:00 |                              |                                               |                                 | 水島緑地福田公園体育館 観客数: 630人 主審: 代居正巳 副審: 中馬義郎 |

| #147 | 2007年2月10日 14:03 |                         |                                               |                           |                                                                    |
| #147 | 2007年2月10日 14:03 | JTサンダーズ （5勝7敗） | 3 - 2 (25-27) (25-21) (27-25) (27-29) (15-10) | 堺ブレイザーズ （5勝7敗） | 堺市金岡公園体育館 観客数: 2,200人 主審: 山本和良 副審: 利根川忠史 |
| #147 | 2007年2月10日 14:03 |                         |                                               |                           | 堺市金岡公園体育館 観客数: 2,200人 主審: 山本和良 副審: 利根川忠史 |

| #148 | 2007年2月10日 13:00 |                            |                                               |                                             |                                                            |
| #148 | 2007年2月10日 13:00 | 東レ・アローズ （10勝2敗） | 3 - 2 (27-29) (26-24) (25-21) (23-25) (15-11) | 松下電器パナソニック・パンサーズ （7勝5敗） | 松下電器体育館 観客数: 2,000人 主審: 印藤智一 副審: 塚本健 |
| #148 | 2007年2月10日 13:00 |                            |                                               |                                             | 松下電器体育館 観客数: 2,000人 主審: 印藤智一 副審: 塚本健 |

#### 2月11日
| #149 | 2007年2月11日 14:00 |                                      |                                       |                                             |                                                                            |
| #149 | 2007年2月11日 14:00 | 大分三好ヴァイセアドラー （1勝12敗） | 3 - 1 (31-29) (22-25) (26-24) (28-26) | 松下電器パナソニック・パンサーズ （7勝6敗） | 岡山県体育館（桃太郎アリーナ） 観客数: 1,120人 主審: 小柴滋 副審: 山本浩之 |
| #149 | 2007年2月11日 14:00 |                                      |                                       |                                             | 岡山県体育館（桃太郎アリーナ） 観客数: 1,120人 主審: 小柴滋 副審: 山本浩之 |

| #150 | 2007年2月11日 16:30 |                              |                       |                         |                                                                              |
| #150 | 2007年2月11日 16:30 | NECブルーロケッツ （4勝9敗） | 0 - 3 (20-25) (15-25) | JTサンダーズ （6勝7敗） | 岡山県体育館（桃太郎アリーナ） 観客数: 1,250人 主審: 代居正巳 副審: 中馬義郎 |
| #150 | 2007年2月11日 16:30 |                              |                       |                         | 岡山県体育館（桃太郎アリーナ） 観客数: 1,250人 主審: 代居正巳 副審: 中馬義郎 |

| #151 | 2007年2月11日 14:05 |                                 |                               |                           |                                                                    |
| #151 | 2007年2月11日 14:05 | 豊田合成トレフェルサ （9勝4敗） | 3 - 0 (25-19) (25-22) (25-21) | 堺ブレイザーズ （5勝8敗） | 堺市金岡公園体育館 観客数: 2,800人 主審: 利根川忠史 副審: 山本和良 |
| #151 | 2007年2月11日 14:05 |                                 |                               |                           | 堺市金岡公園体育館 観客数: 2,800人 主審: 利根川忠史 副審: 山本和良 |

| #152 | 2007年2月11日 16:00 |                                   |                                       |                            |                                                                            |
| #152 | 2007年2月11日 16:00 | サントリー・サンバーズ （9勝4敗） | 1 - 3 (27-29) (25-22) (24-26) (21-25) | 東レ・アローズ （11勝2敗） | 堺市金岡公園体育館 観客数: 2,000人 主審: 印藤智一 副審: グレッグ・ルーオー |
| #152 | 2007年2月11日 16:00 |                                   |                                       |                            | 堺市金岡公園体育館 観客数: 2,000人 主審: 印藤智一 副審: グレッグ・ルーオー |

#### 2月12日
| #153 | 2007年2月12日 13:00 |                              |                                               |                                             |                                                            |
| #153 | 2007年2月12日 13:00 | NECブルーロケッツ （5勝9敗） | 3 - 2 (20-25) (25-22) (25-21) (23-25) (23-21) | 松下電器パナソニック・パンサーズ （7勝7敗） | 高梁市民体育館 観客数: 610人 主審: 中馬義郎 副審: 代居正巳 |
| #153 | 2007年2月12日 13:00 |                              |                                               |                                             | 高梁市民体育館 観客数: 610人 主審: 中馬義郎 副審: 代居正巳 |

| #154 | 2007年2月12日 15:50 |                         |                                       |                                      |                                                          |
| #154 | 2007年2月12日 15:50 | JTサンダーズ （7勝7敗） | 3 - 1 (25-23) (23-25) (25-23) (25-22) | 大分三好ヴァイセアドラー （1勝13敗） | 高梁市民体育館 観客数: 830人 主審: 小柴滋 副審: 織本昌朗 |
| #154 | 2007年2月12日 15:50 |                         |                                       |                                      | 高梁市民体育館 観客数: 830人 主審: 小柴滋 副審: 織本昌朗 |

| #155 | 2007年2月12日 14:00 |                                    |                                       |                           |                                                                  |
| #155 | 2007年2月12日 14:00 | サントリー・サンバーズ （10勝4敗） | 3 - 1 (24-26) (25-20) (25-21) (25-14) | 堺ブレイザーズ （5勝9敗） | 堺市金岡公園体育館 観客数: 3,000人 主審: 田野昭彦 副審: 西中野健 |
| #155 | 2007年2月12日 14:00 |                                    |                                       |                           | 堺市金岡公園体育館 観客数: 3,000人 主審: 田野昭彦 副審: 西中野健 |

| #156 | 2007年2月12日 16:25 |                                 |                                               |                            |                                                                    |
| #156 | 2007年2月12日 16:25 | 豊田合成トレフェルサ （9勝5敗） | 2 - 3 (27-25) (21-25) (25-21) (23-25) (12-15) | 東レ・アローズ （12勝2敗） | 堺市金岡公園体育館 観客数: 2,100人 主審: 利根川忠史 副審: 印藤智一 |
| #156 | 2007年2月12日 16:25 |                                 |                                               |                            | 堺市金岡公園体育館 観客数: 2,100人 主審: 利根川忠史 副審: 印藤智一 |

#### 2Legの結果
| 順位 | チーム名                       | 試合数 | 勝数 | 敗数 | 勝率  | 備考           |
| ---- | ------------------------------ | ------ | ---- | ---- | ----- | -------------- |
| 1    | サントリーサンバーズ           | 7      | 6    | 1    | 0.857 | セット率 2.714 |
| 2    | 東レ・アローズ                 | 7      | 6    | 1    | 0.857 | セット率 1.818 |
| 3    | 豊田合成トレフェルサ           | 7      | 4    | 3    | 0.571 | セット率 1.417 |
| 4    | JTサンダーズ                   | 7      | 4    | 3    | 0.571 | セット率 1.071 |
| 5    | 松下電器パナソニックパンサーズ | 7      | 3    | 4    | 0.429 |                |
| 6    | 堺ブレイザーズ                 | 7      | 2    | 5    | 0.286 | セット率 0.733 |
| 7    | NECブルーロケッツ              | 7      | 2    | 5    | 0.286 | セット率 0.471 |
| 8    | 大分三好ヴァイセアドラー       | 7      | 1    | 6    | 0.143 |                |

### 3Leg

#### 2月17日
| #157 | 2007年2月17日 13:00 |                                    |                                       |                            |                                                                |
| #157 | 2007年2月17日 13:00 | サントリー・サンバーズ （11勝4敗） | 3 - 1 (27-25) (25-20) (24-26) (25-12) | 堺ブレイザーズ （5勝10敗） | 稲沢市総合体育館 観客数: 1,150人 主審: 山田道人 副審: 柘植知則 |
| #157 | 2007年2月17日 13:00 |                                    |                                       |                            | 稲沢市総合体育館 観客数: 1,150人 主審: 山田道人 副審: 柘植知則 |

| #158 | 2007年2月17日 15:20 |                                  |                               |                                      |                                                                |
| #158 | 2007年2月17日 15:20 | 豊田合成トレフェルサ （10勝5敗） | 3 - 0 (25-19) (25-20) (25-22) | 大分三好ヴァイセアドラー （1勝14敗） | 稲沢市総合体育館 観客数: 1,320人 主審: 高橋弘二 副審: 芦田光巨 |
| #158 | 2007年2月17日 15:20 |                                  |                               |                                      | 稲沢市総合体育館 観客数: 1,320人 主審: 高橋弘二 副審: 芦田光巨 |

| #159 | 2007年2月17日 14:00 |                                             |                               |                               |                                                                                          |
| #159 | 2007年2月17日 14:00 | 松下電器パナソニック・パンサーズ （8勝7敗） | 3 - 1 (25-18) (21-25) (25-21) | NECブルーロケッツ （5勝10敗） | 福山市緑町公園屋内競技場（ローズアリーナ） 観客数: 1,900人 主審: 冨田博一 副審: 石井洋壮 |
| #159 | 2007年2月17日 14:00 |                                             |                               |                               | 福山市緑町公園屋内競技場（ローズアリーナ） 観客数: 1,900人 主審: 冨田博一 副審: 石井洋壮 |

| #160 | 2007年2月17日 16:20 |                            |                                       |                         |                                                                                          |
| #160 | 2007年2月17日 16:20 | 東レ・アローズ （13勝2敗） | 3 - 1 (25-20) (28-26) (20-25) (25-17) | JTサンダーズ （7勝8敗） | 福山市緑町公園屋内競技場（ローズアリーナ） 観客数: 2,250人 主審: 山本和良 副審: 印藤智一 |
| #160 | 2007年2月17日 16:20 |                            |                                       |                         | 福山市緑町公園屋内競技場（ローズアリーナ） 観客数: 2,250人 主審: 山本和良 副審: 印藤智一 |

#### 2月18日
| #161 | 2007年2月18日 13:00 |                                      |                               |                            |                                                                                    |
| #161 | 2007年2月18日 13:00 | 大分三好ヴァイセアドラー （1勝15敗） | 0 - 3 (12-25) (22-25) (18-25) | 堺ブレイザーズ （6勝10敗） | 岐阜メモリアルセンター（で愛ドーム） 観客数: 3,196人 主審: 高橋弘二 副審: 新海正和 |
| #161 | 2007年2月18日 13:00 |                                      |                               |                            | 岐阜メモリアルセンター（で愛ドーム） 観客数: 3,196人 主審: 高橋弘二 副審: 新海正和 |

| #162 | 2007年2月18日 15:00 |                                    |                       |                                  |                                                                                    |
| #162 | 2007年2月18日 15:00 | サントリー・サンバーズ （12勝4敗） | 3 - 0 (25-23) (25-21) | 豊田合成トレフェルサ （10勝6敗） | 岐阜メモリアルセンター（で愛ドーム） 観客数: 3,374人 主審: 芦田光巨 副審: 山田道人 |
| #162 | 2007年2月18日 15:00 |                                    |                       |                                  | 岐阜メモリアルセンター（で愛ドーム） 観客数: 3,374人 主審: 芦田光巨 副審: 山田道人 |

| #163 | 2007年2月18日 13:08 |                                             |                                               |                            |                                                                                          |
| #163 | 2007年2月18日 13:08 | 松下電器パナソニック・パンサーズ （9勝7敗） | 3 - 2 (25-22) (25-23) (16-25) (21-25) (15-13) | 東レ・アローズ （13勝3敗） | 福山市緑町公園屋内競技場（ローズアリーナ） 観客数: 2,850人 主審: 石井洋壮 副審: 冨田博一 |
| #163 | 2007年2月18日 13:08 |                                             |                                               |                            | 福山市緑町公園屋内競技場（ローズアリーナ） 観客数: 2,850人 主審: 石井洋壮 副審: 冨田博一 |

| #164 | 2007年2月18日 15:45 |                         |                               |                               |                                                                                          |
| #164 | 2007年2月18日 15:45 | JTサンダーズ （8勝8敗） | 3 - 0 (25-23) (25-17) (26-24) | NECブルーロケッツ （5勝11敗） | 福山市緑町公園屋内競技場（ローズアリーナ） 観客数: 3,000人 主審: 印藤智一 副審: 山本和良 |
| #164 | 2007年2月18日 15:45 |                         |                               |                               | 福山市緑町公園屋内競技場（ローズアリーナ） 観客数: 3,000人 主審: 印藤智一 副審: 山本和良 |

#### 2月24日
| #165 | 2007年2月24日 14:00 |                            |                               |                                              |                                                                    |
| #165 | 2007年2月24日 14:00 | 堺ブレイザーズ （6勝11敗） | 0 - 3 (21-25) (14-25) (17-25) | 松下電器パナソニック・パンサーズ （10勝7敗） | 北九州市立総合体育館 観客数: 5,500人 主審: 石井洋壮 副審: 代居正巳 |
| #165 | 2007年2月24日 14:00 |                            |                               |                                              | 北九州市立総合体育館 観客数: 5,500人 主審: 石井洋壮 副審: 代居正巳 |

| #166 | 2007年2月24日 16:00 |                         |                               |                                  |                                                                    |
| #166 | 2007年2月24日 16:00 | JTサンダーズ （9勝8敗） | 3 - 0 (25-20) (25-21) (25-16) | 豊田合成トレフェルサ （10勝7敗） | 北九州市立総合体育館 観客数: 5,000人 主審: 山本和良 副審: 須藤義宏 |
| #166 | 2007年2月24日 16:00 |                         |                               |                                  | 北九州市立総合体育館 観客数: 5,000人 主審: 山本和良 副審: 須藤義宏 |

| #167 | 2007年2月24日 13:01 |                                    |                               |                               |                                                                |
| #167 | 2007年2月24日 13:01 | サントリー・サンバーズ （13勝4敗） | 3 - 1 (25-22) (23-25) (25-23) | NECブルーロケッツ （5勝12敗） | 人吉スポーツパレス 観客数: 2,323人 主審: 塚本健 副審: 中馬義郎 |
| #167 | 2007年2月24日 13:01 |                                    |                               |                               | 人吉スポーツパレス 観客数: 2,323人 主審: 塚本健 副審: 中馬義郎 |

| #168 | 2007年2月24日 15:30 |                                      |                                       |                            |                                                                  |
| #168 | 2007年2月24日 15:30 | 大分三好ヴァイセアドラー （1勝16敗） | 1 - 3 (25-20) (16-25) (22-25) (12-25) | 東レ・アローズ （14勝3敗） | 人吉スポーツパレス 観客数: 2,353人 主審: 田野昭彦 副審: 坂本紀一 |
| #168 | 2007年2月24日 15:30 |                                      |                                       |                            | 人吉スポーツパレス 観客数: 2,353人 主審: 田野昭彦 副審: 坂本紀一 |

#### 2月25日
| #169 | 2007年2月25日 14:00 |                         |                                               |                            |                                                                    |
| #169 | 2007年2月25日 14:00 | JTサンダーズ （9勝9敗） | 2 - 3 (23-25) (25-21) (22-25) (25-22) (17-19) | 堺ブレイザーズ （7勝11敗） | 北九州市立総合体育館 観客数: 6,330人 主審: 代居正巳 副審: 山本和良 |
| #169 | 2007年2月25日 14:00 |                         |                                               |                            | 北九州市立総合体育館 観客数: 6,330人 主審: 代居正巳 副審: 山本和良 |

| #170 | 2007年2月25日 16:51 |                                              |                               |                                  |                                                                    |
| #170 | 2007年2月25日 16:51 | 松下電器パナソニック・パンサーズ （10勝8敗） | 0 - 3 (20-25) (22-25) (19-25) | 豊田合成トレフェルサ （11勝7敗） | 北九州市立総合体育館 観客数: 4,580人 主審: 石井洋壮 副審: 須藤義宏 |
| #170 | 2007年2月25日 16:51 |                                              |                               |                                  | 北九州市立総合体育館 観客数: 4,580人 主審: 石井洋壮 副審: 須藤義宏 |

| #171 | 2007年2月25日 13:10 |                            |                                       |                                    |                                                                |
| #171 | 2007年2月25日 13:10 | 東レ・アローズ （14勝4敗） | 1 - 3 (25-21) (24-26) (18-25) (22-25) | サントリー・サンバーズ （14勝4敗） | 熊本県立総合体育館 観客数: 4,092人 主審: 中馬義郎 副審: 塚本健 |
| #171 | 2007年2月25日 13:10 |                            |                                       |                                    | 熊本県立総合体育館 観客数: 4,092人 主審: 中馬義郎 副審: 塚本健 |

| #172 | 2007年2月25日 15:30 |                               |                       |                                      |                                                                  |
| #172 | 2007年2月25日 15:30 | NECブルーロケッツ （6勝12敗） | 3 - 0 (25-22) (25-20) | 大分三好ヴァイセアドラー （1勝17敗） | 熊本県立総合体育館 観客数: 4,284人 主審: 田野昭彦 副審: 坂本紀一 |
| #172 | 2007年2月25日 15:30 |                               |                       |                                      | 熊本県立総合体育館 観客数: 4,284人 主審: 田野昭彦 副審: 坂本紀一 |

#### 3月3日
| #173 | 2007年3月3日 14:00 |                            |                                       |                            |                                                                |
| #173 | 2007年3月3日 14:00 | 堺ブレイザーズ （7勝12敗） | 1 - 3 (26-28) (20-25) (25-22) (22-25) | 東レ・アローズ （15勝4敗） | 飯塚市第一体育館 観客数: 1,470人 主審: 大塚達也 副審: 須藤義宏 |
| #173 | 2007年3月3日 14:00 |                            |                                       |                            | 飯塚市第一体育館 観客数: 1,470人 主審: 大塚達也 副審: 須藤義宏 |

| #174 | 2007年3月3日 16:25 |                                  |                                       |                               |                                                              |
| #174 | 2007年3月3日 16:25 | 豊田合成トレフェルサ （12勝7敗） | 3 - 2 (20-25) (22-25) (26-24) (15-10) | NECブルーロケッツ （6勝13敗） | 飯塚市第一体育館 観客数: 1,230人 主審: 石井洋壮 副審: 塚本健 |
| #174 | 2007年3月3日 16:25 |                                  |                                       |                               | 飯塚市第一体育館 観客数: 1,230人 主審: 石井洋壮 副審: 塚本健 |

| #175 | 2007年3月3日 14:00 |                          |                                       |                                    |                                                                  |
| #175 | 2007年3月3日 14:00 | JTサンダーズ （9勝10敗） | 1 - 3 (25-21) (24-26) (20-25) (16-25) | サントリー・サンバーズ （15勝4敗） | いきいきランド交野 観客数: 1,950人 主審: 印藤智一 副審: 明井寿枝 |
| #175 | 2007年3月3日 14:00 |                          |                                       |                                    | いきいきランド交野 観客数: 1,950人 主審: 印藤智一 副審: 明井寿枝 |

| #176 | 2007年3月3日 16:15 |                                      |                                       |                                              |                                                                  |
| #176 | 2007年3月3日 16:15 | 大分三好ヴァイセアドラー （1勝18敗） | 1 - 3 (25-23) (19-25) (16-25) (23-25) | 松下電器パナソニック・パンサーズ （11勝8敗） | いきいきランド交野 観客数: 1,950人 主審: 代居正巳 副審: 田中昭彦 |
| #176 | 2007年3月3日 16:15 |                                      |                                       |                                              | いきいきランド交野 観客数: 1,950人 主審: 代居正巳 副審: 田中昭彦 |

#### 3月4日
| #177 | 2007年3月4日 13:08 |                            |                       |                               |                                                            |
| #177 | 2007年3月4日 13:08 | 堺ブレイザーズ （8勝12敗） | 3 - 0 (25-21) (25-19) | NECブルーロケッツ （6勝14敗） | 福岡市民体育館 観客数: 2,520人 主審: 塚本健 副審: 石井洋壮 |
| #177 | 2007年3月4日 13:08 |                            |                       |                               | 福岡市民体育館 観客数: 2,520人 主審: 塚本健 副審: 石井洋壮 |

| #178 | 2007年3月4日 14:55 |                            |                                              |                                  |                                                              |
| #178 | 2007年3月4日 14:55 | 東レ・アローズ （15勝5敗） | 2 - 3 (25-18) (24-26) (17-25) (25-18) (8-15) | 豊田合成トレフェルサ （13勝7敗） | 福岡市民体育館 観客数: 2,625人 主審: 大塚達也 副審: 須藤義宏 |
| #178 | 2007年3月4日 14:55 |                            |                                              |                                  | 福岡市民体育館 観客数: 2,625人 主審: 大塚達也 副審: 須藤義宏 |

| #179 | 2007年3月4日 13:05 |                                      |                               |                           |                                                                  |
| #179 | 2007年3月4日 13:05 | 大分三好ヴァイセアドラー （1勝19敗） | 0 - 3 (19-25) (21-25) (25-27) | JTサンダーズ （10勝10敗） | いきいきランド交野 観客数: 1,800人 主審: 印藤智一 副審: 明井寿枝 |
| #179 | 2007年3月4日 13:05 |                                      |                               |                           | いきいきランド交野 観客数: 1,800人 主審: 印藤智一 副審: 明井寿枝 |

| #180 | 2007年3月4日 15:00 |                                    |                                               |                                              |                                                                  |
| #180 | 2007年3月4日 15:00 | サントリー・サンバーズ （15勝5敗） | 2 - 3 (18-25) (25-23) (22-25) (25-22) (10-15) | 松下電器パナソニック・パンサーズ （12勝8敗） | いきいきランド交野 観客数: 2,400人 主審: 田中昭彦 副審: 代居正巳 |
| #180 | 2007年3月4日 15:00 |                                    |                                               |                                              | いきいきランド交野 観客数: 2,400人 主審: 田中昭彦 副審: 代居正巳 |

#### 3月10日
| #181 | 2007年3月10日 14:00 |                                      |                                       |                                    |                                                              |
| #181 | 2007年3月10日 14:00 | 大分三好ヴァイセアドラー （1勝20敗） | 1 - 3 (17-25) (25-23) (19-25) (20-25) | サントリー・サンバーズ （16勝5敗） | 福井県営体育館 観客数: 1,800人 主審: 大塚達也 副審: 有乗正志 |
| #181 | 2007年3月10日 14:00 |                                      |                                       |                                    | 福井県営体育館 観客数: 1,800人 主審: 大塚達也 副審: 有乗正志 |

| #182 | 2007年3月10日 16:23 |                            |                               |                                  |                                                            |
| #182 | 2007年3月10日 16:23 | 堺ブレイザーズ （9勝12敗） | 3 - 0 (26-24) (25-23) (25-20) | 豊田合成トレフェルサ （13勝8敗） | 福井県営体育館 観客数: 1,800人 主審: 勝又正 副審: 高橋弘二 |
| #182 | 2007年3月10日 16:23 |                            |                               |                                  | 福井県営体育館 観客数: 1,800人 主審: 勝又正 副審: 高橋弘二 |

| #183 | 2007年3月10日 14:00 |                           |                                       |                                              |                                                          |
| #183 | 2007年3月10日 14:00 | JTサンダーズ （10勝11敗） | 1 - 3 (25-23) (18-25) (27-29) (17-25) | 松下電器パナソニック・パンサーズ （13勝8敗） | 静岡県武道館 観客数: 2,450人 主審: 酒出修 副審: 加藤孝仁 |
| #183 | 2007年3月10日 14:00 |                           |                                       |                                              | 静岡県武道館 観客数: 2,450人 主審: 酒出修 副審: 加藤孝仁 |

| #184 | 2007年3月10日 16:15 |                               |                               |                            |                                                              |
| #184 | 2007年3月10日 16:15 | NECブルーロケッツ （6勝15敗） | 0 - 3 (27-29) (22-25) (23-25) | 東レ・アローズ （16勝5敗） | 静岡県武道館 観客数: 2,400人 主審: 村上成司 副審: 利根川忠史 |
| #184 | 2007年3月10日 16:15 |                               |                               |                            | 静岡県武道館 観客数: 2,400人 主審: 村上成司 副審: 利根川忠史 |

#### 3Legの結果
| 順位 | チーム名                       | 試合数 | 勝数 | 敗数 | 勝率  | 備考           |
| ---- | ------------------------------ | ------ | ---- | ---- | ----- | -------------- |
| 1    | サントリーサンバーズ           | 7      | 6    | 1    | 0.857 | セット率 2.500 |
| 2    | 松下電器パナソニックパンサーズ | 7      | 6    | 1    | 0.857 | セット率 1.800 |
| 3    | 東レ・アローズ                 | 7      | 4    | 3    | 0.571 | セット率 1.417 |
| 4    | 堺ブレイザーズ                 | 7      | 4    | 3    | 0.571 | セット率 1.273 |
| 5    | 豊田合成トレフェルサ           | 7      | 4    | 3    | 0.571 | セット率 0.923 |
| 6    | JTサンダーズ                   | 7      | 3    | 4    | 0.429 |                |
| 7    | NECブルーロケッツ              | 7      | 1    | 6    | 0.143 |                |
| 8    | 大分三好ヴァイセアドラー       | 7      | 0    | 7    | 0.000 |                |

### 4Leg

#### 3月11日
| #185 | 2007年3月11日 13:00 |                                      |                               |                                    |                                                              |
| #185 | 2007年3月11日 13:00 | 大分三好ヴァイセアドラー （1勝21敗） | 0 - 3 (23-25) (13-25) (17-25) | サントリー・サンバーズ （17勝5敗） | 福井県営体育館 観客数: 2,100人 主審: 高橋弘二 副審: 有乗正志 |
| #185 | 2007年3月11日 13:00 |                                      |                               |                                    | 福井県営体育館 観客数: 2,100人 主審: 高橋弘二 副審: 有乗正志 |

| #186 | 2007年3月11日 15:02 |                            |                                               |                                  |                                                            |
| #186 | 2007年3月11日 15:02 | 堺ブレイザーズ （9勝13敗） | 2 - 3 (25-20) (17-25) (25-27) (25-23) (11-15) | 豊田合成トレフェルサ （14勝8敗） | 福井県営体育館 観客数: 2,100人 主審: 大塚達也 副審: 勝又正 |
| #186 | 2007年3月11日 15:02 |                            |                                               |                                  | 福井県営体育館 観客数: 2,100人 主審: 大塚達也 副審: 勝又正 |

| #187 | 2007年3月11日 13:00 |                                              |                               |                           |                                                            |
| #187 | 2007年3月11日 13:00 | 松下電器パナソニック・パンサーズ （13勝9敗） | 0 - 3 (24-26) (22-25) (19-25) | JTサンダーズ （11勝11敗） | 三島市民体育館 観客数: 1,600人 主審: 山田道人 副審: 酒出修 |
| #187 | 2007年3月11日 13:00 |                                              |                               |                           | 三島市民体育館 観客数: 1,600人 主審: 山田道人 副審: 酒出修 |

| #188 | 2007年3月11日 15:02 |                               |                                       |                            |                                                                |
| #188 | 2007年3月11日 15:02 | NECブルーロケッツ （6勝16敗） | 1 - 3 (26-24) (18-25) (22-25) (19-25) | 東レ・アローズ （17勝5敗） | 三島市民体育館 観客数: 1,600人 主審: 利根川忠史 副審: 村上成司 |
| #188 | 2007年3月11日 15:02 |                               |                                       |                            | 三島市民体育館 観客数: 1,600人 主審: 利根川忠史 副審: 村上成司 |

#### 3月17日
| #189 | 2007年3月17日 14:00 |                                    |                               |                            |                                                                                                  |
| #189 | 2007年3月17日 14:00 | サントリー・サンバーズ （18勝5敗） | 3 - 0 (28-26) (26-24) (25-22) | 堺ブレイザーズ （9勝14敗） | 小牧市スポーツ公園総合体育館（パークアリーナ小牧） 観客数: 3,780人 主審: 印藤智一 副審: 浅見靖人 |
| #189 | 2007年3月17日 14:00 |                                    |                               |                            | 小牧市スポーツ公園総合体育館（パークアリーナ小牧） 観客数: 3,780人 主審: 印藤智一 副審: 浅見靖人 |

| #190 | 2007年3月17日 16:00 |                                  |                                       |                                      |                                                                                                |
| #190 | 2007年3月17日 16:00 | 豊田合成トレフェルサ （15勝8敗） | 3 - 1 (25-19) (25-16) (22-25) (25-21) | 大分三好ヴァイセアドラー （1勝22敗） | 小牧市スポーツ公園総合体育館（パークアリーナ小牧） 観客数: 2,820人 主審: 村上成司 副審: 江下毅 |
| #190 | 2007年3月17日 16:00 |                                  |                                       |                                      | 小牧市スポーツ公園総合体育館（パークアリーナ小牧） 観客数: 2,820人 主審: 村上成司 副審: 江下毅 |

| #191 | 2007年3月17日 14:00 |                                              |                       |                               |                                                                              |
| #191 | 2007年3月17日 14:00 | 松下電器パナソニック・パンサーズ （14勝9敗） | 3 - 0 (25-21) (25-19) | NECブルーロケッツ （6勝17敗） | 枚方市立総合スポーツセンター体育館 観客数: 2,500人 主審: 勝又正 副審: 塚本健 |
| #191 | 2007年3月17日 14:00 |                                              |                       |                               | 枚方市立総合スポーツセンター体育館 観客数: 2,500人 主審: 勝又正 副審: 塚本健 |

| #192 | 2007年3月17日 16:00 |                           |                               |                            |                                                                                  |
| #192 | 2007年3月17日 16:00 | JTサンダーズ （11勝12敗） | 0 - 3 (16-25) (20-25) (18-25) | 東レ・アローズ （18勝5敗） | 枚方市立総合スポーツセンター体育館 観客数: 2,200人 主審: 田野敏彦 副審: 新道哲郎 |
| #192 | 2007年3月17日 16:00 |                           |                               |                            | 枚方市立総合スポーツセンター体育館 観客数: 2,200人 主審: 田野敏彦 副審: 新道哲郎 |

#### 3月18日
| #193 | 2007年3月18日 11:00 |                            |                                              |                                      |                                                                            |
| #193 | 2007年3月18日 11:00 | 堺ブレイザーズ （9勝15敗） | 2 - 3 (21-25) (25-19) (25-20) (24-26) (8-15) | 大分三好ヴァイセアドラー （2勝22敗） | 岡崎中央総合公園総合体育館 観客数: 2,850人 主審: 阿部広太郎 副審: 浅見靖人 |
| #193 | 2007年3月18日 11:00 |                            |                                              |                                      | 岡崎中央総合公園総合体育館 観客数: 2,850人 主審: 阿部広太郎 副審: 浅見靖人 |

| #194 | 2007年3月18日 13:25 |                                  |                                               |                                    |                                                                          |
| #194 | 2007年3月18日 13:25 | 豊田合成トレフェルサ （15勝9敗） | 2 - 3 (22-25) (19-25) (25-21) (25-23) (15-17) | サントリー・サンバーズ （19勝5敗） | 岡崎中央総合公園総合体育館 観客数: 3,830人 主審: 印藤智一 副審: 村上成司 |
| #194 | 2007年3月18日 13:25 |                                  |                                               |                                    | 岡崎中央総合公園総合体育館 観客数: 3,830人 主審: 印藤智一 副審: 村上成司 |

| #195 | 2007年3月18日 13:05 |                                               |                                       |                         |                                                                              |
| #195 | 2007年3月18日 13:05 | 松下電器パナソニック・パンサーズ （14勝10敗） | 2 - 3 (26-24) (18-25) (25-18) (11-15) | 東レ・アローズ （勝敗） | 枚方市立総合スポーツセンター体育館 観客数: 2,700人 主審: 塚本健 副審: 勝又正 |
| #195 | 2007年3月18日 13:05 |                                               |                                       |                         | 枚方市立総合スポーツセンター体育館 観客数: 2,700人 主審: 塚本健 副審: 勝又正 |

| #196 | 2007年3月18日 15:50 |                               |                                       |                           |                                                                                |
| #196 | 2007年3月18日 15:50 | NECブルーロケッツ （7勝17敗） | 3 - 2 (25-21) (21-25) (22-25) (15-13) | JTサンダーズ （11勝13敗） | 枚方市立総合スポーツセンター体育館 観客数: 2,100人 主審: 田野敏彦 副審: 建井敬 |
| #196 | 2007年3月18日 15:50 |                               |                                       |                           | 枚方市立総合スポーツセンター体育館 観客数: 2,100人 主審: 田野敏彦 副審: 建井敬 |

#### 3月24日
| #197 | 2007年3月24日 14:00 |                            |                                       |                                               |                                                                                |
| #197 | 2007年3月24日 14:00 | 堺ブレイザーズ （9勝16敗） | 1 - 3 (25-18) (19-25) (15-25) (22-25) | 松下電器パナソニック・パンサーズ （15勝10敗） | 呉市総合体育館（オークアリーナ） 観客数: 2,000人 主審: 田中昭彦 副審: 冨田博一 |
| #197 | 2007年3月24日 14:00 |                            |                                       |                                               | 呉市総合体育館（オークアリーナ） 観客数: 2,000人 主審: 田中昭彦 副審: 冨田博一 |

| #198 | 2007年3月24日 16:05 |                           |                                                |                                   |                                                                            |
| #198 | 2007年3月24日 16:05 | JTサンダーズ （12勝13敗） | 3 - 23 (25-21) (18-25) (25-18) (16-25) (15-10) | 豊田合成トレフェルサ （15勝10敗） | 呉市総合体育館（オークアリーナ） 観客数: 2,000人 主審: 酒出修 副審: 塚本健 |
| #198 | 2007年3月24日 16:05 |                           |                                                |                                   | 呉市総合体育館（オークアリーナ） 観客数: 2,000人 主審: 酒出修 副審: 塚本健 |

| #199 | 2007年3月24日 14:00 |                               |                                       |                                    |                                                                |
| #199 | 2007年3月24日 14:00 | NECブルーロケッツ （7勝18敗） | 1 - 3 (17-25) (18-25) (25-22) (20-25) | サントリー・サンバーズ （20勝5敗） | 高知県立県民体育館 観客数: 1,400人 主審: 勝又正 副審: 山本和良 |
| #199 | 2007年3月24日 14:00 |                               |                                       |                                    | 高知県立県民体育館 観客数: 1,400人 主審: 勝又正 副審: 山本和良 |

| #200 | 2007年3月24日 16:37 |                            |                       |                                      |                                                                  |
| #200 | 2007年3月24日 16:37 | 東レ・アローズ （20勝5敗） | 3 - 0 (25-16) (25-12) | 大分三好ヴァイセアドラー （2勝23敗） | 高知県立県民体育館 観客数: 1,400人 主審: 高橋弘二 副審: 西山弘修 |
| #200 | 2007年3月24日 16:37 |                            |                       |                                      | 高知県立県民体育館 観客数: 1,400人 主審: 高橋弘二 副審: 西山弘修 |

#### 3月25日
| #201 | 2007年3月25日 13:05 |                                   |                                       |                                               |                                                                              |
| #201 | 2007年3月25日 13:05 | 豊田合成トレフェルサ （15勝11敗） | 1 - 3 (22-25) (23-25) (25-16) (23-25) | 松下電器パナソニック・パンサーズ （16勝10敗） | 呉市総合体育館（オークアリーナ） 観客数: 2,000人 主審: 酒出修 副審: 冨田博一 |
| #201 | 2007年3月25日 13:05 |                                   |                                       |                                               | 呉市総合体育館（オークアリーナ） 観客数: 2,000人 主審: 酒出修 副審: 冨田博一 |

| #202 | 2007年3月25日 15:20 |                           |                                               |                            |                                                                              |
| #202 | 2007年3月25日 15:20 | JTサンダーズ （13勝13敗） | 3 - 2 (25-19) (25-15) (22-25) (23-25) (15-11) | 堺ブレイザーズ （9勝17敗） | 呉市総合体育館（オークアリーナ） 観客数: 2,200人 主審: 塚本健 副審: 田中昭彦 |
| #202 | 2007年3月25日 15:20 |                           |                                               |                            | 呉市総合体育館（オークアリーナ） 観客数: 2,200人 主審: 塚本健 副審: 田中昭彦 |

| #203 | 2007年3月25日 13:00 |                               |                               |                                      |                                                                |
| #203 | 2007年3月25日 13:00 | NECブルーロケッツ （8勝18敗） | 3 - 0 (25-20) (25-13) (25-18) | 大分三好ヴァイセアドラー （2勝24敗） | 高知県立県民体育館 観客数: 1,500人 主審: 山本和良 副審: 畠中仁 |
| #203 | 2007年3月25日 13:00 |                               |                               |                                      | 高知県立県民体育館 観客数: 1,500人 主審: 山本和良 副審: 畠中仁 |

| #204 | 2007年3月25日 15:00 |                            |                                       |                                    |                                                                |
| #204 | 2007年3月25日 15:00 | 東レ・アローズ （20勝6敗） | 1 - 3 (29-31) (28-26) (20-25) (21-25) | サントリー・サンバーズ （21勝5敗） | 高知県立県民体育館 観客数: 2,000人 主審: 勝又正 副審: 高橋弘二 |
| #204 | 2007年3月25日 15:00 |                            |                                       |                                    | 高知県立県民体育館 観客数: 2,000人 主審: 勝又正 副審: 高橋弘二 |

#### 3月31日
| #205 | 2007年3月31日 14:00 |                                   |                                              |                               |                                                                                          |
| #205 | 2007年3月31日 14:00 | 豊田合成トレフェルサ （16勝11敗） | 3 - 2 (25-18) (21-25) (17-25) (25-22) (15-9) | NECブルーロケッツ （8勝19敗） | 東遠カルチャーパーク総合体育館（さんりーな） 観客数: 1,800人 主審: 酒出修 副審: 加藤孝仁 |
| #205 | 2007年3月31日 14:00 |                                   |                                              |                               | 東遠カルチャーパーク総合体育館（さんりーな） 観客数: 1,800人 主審: 酒出修 副審: 加藤孝仁 |

| #206 | 2007年3月31日 16:30 |                            |                                               |                            |                                                                                          |
| #206 | 2007年3月31日 16:30 | 堺ブレイザーズ （9勝18敗） | 2 - 3 (25-21) (20-25) (18-25) (25-23) (13-15) | 東レ・アローズ （21勝6敗） | 東遠カルチャーパーク総合体育館（さんりーな） 観客数: 2,000人 主審: 石井洋壮 副審: 小柴滋 |
| #206 | 2007年3月31日 16:30 |                            |                                               |                            | 東遠カルチャーパーク総合体育館（さんりーな） 観客数: 2,000人 主審: 石井洋壮 副審: 小柴滋 |

| #207 | 2007年3月31日 13:00 |                                               |                                               |                                      |                                                                      |
| #207 | 2007年3月31日 13:00 | 松下電器パナソニック・パンサーズ （17勝10敗） | 3 - 2 (20-25) (25-19) (22-25) (25-21) (15-11) | 大分三好ヴァイセアドラー （2勝25敗） | 小瀬スポーツ公園体育館 観客数: 1,810人 主審: 大塚達也 副審: 大澤正弘 |
| #207 | 2007年3月31日 13:00 |                                               |                                               |                                      | 小瀬スポーツ公園体育館 観客数: 1,810人 主審: 大塚達也 副審: 大澤正弘 |

| #208 | 2007年3月31日 15:35 |                                    |                                               |                           |                                                                      |
| #208 | 2007年3月31日 15:35 | サントリー・サンバーズ （22勝5敗） | 3 - 2 (25-19) (18-25) (17-25) (25-23) (15-13) | JTサンダーズ （13勝14敗） | 小瀬スポーツ公園体育館 観客数: 2,079人 主審: 利根川忠史 副審: 冨田満 |
| #208 | 2007年3月31日 15:35 |                                    |                                               |                           | 小瀬スポーツ公園体育館 観客数: 2,079人 主審: 利根川忠史 副審: 冨田満 |

#### 4月1日
| #209 | 2007年4月1日 13:00 |                               |                                       |                            |                                                            |
| #209 | 2007年4月1日 13:00 | NECブルーロケッツ （9勝19敗） | 3 - 1 (27-25) (25-23) (23-25) (25-18) | 堺ブレイザーズ （9勝19敗） | 三島市民体育館 観客数: 1,800人 主審: 酒出修 副審: 加藤孝仁 |
| #209 | 2007年4月1日 13:00 |                               |                                       |                            | 三島市民体育館 観客数: 1,800人 主審: 酒出修 副審: 加藤孝仁 |

| #210 | 2007年4月1日 15:34 |                                   |                               |                            |                                                            |
| #210 | 2007年4月1日 15:34 | 豊田合成トレフェルサ （16勝12敗） | 0 - 3 (23-25) (10-25) (26-28) | 東レ・アローズ （22勝6敗） | 三島市民体育館 観客数: 1,800人 主審: 小柴滋 副審: 石井洋壮 |
| #210 | 2007年4月1日 15:34 |                                   |                               |                            | 三島市民体育館 観客数: 1,800人 主審: 小柴滋 副審: 石井洋壮 |

| #211 | 2007年4月1日 12:00 |                                      |                                       |                           |                                                                    |
| #211 | 2007年4月1日 12:00 | 大分三好ヴァイセアドラー （2勝26敗） | 1 - 3 (21-25) (25-19) (26-28) (16-25) | JTサンダーズ （14勝14敗） | 小瀬スポーツ公園体育館 観客数: 1,850人 主審: 冨田満 副審: 大澤正弘 |
| #211 | 2007年4月1日 12:00 |                                      |                                       |                           | 小瀬スポーツ公園体育館 観客数: 1,850人 主審: 冨田満 副審: 大澤正弘 |

| #212 | 2007年4月1日 14:20 |                                    |                                               |                                               |                                                                        |
| #212 | 2007年4月1日 14:20 | サントリー・サンバーズ （23勝5敗） | 3 - 2 (25-23) (15-25) (25-18) (22-25) (15-12) | 松下電器パナソニック・パンサーズ （17勝11敗） | 小瀬スポーツ公園体育館 観客数: 2,084人 主審: 利根川忠史 副審: 大塚達也 |
| #212 | 2007年4月1日 14:20 |                                    |                                               |                                               | 小瀬スポーツ公園体育館 観客数: 2,084人 主審: 利根川忠史 副審: 大塚達也 |

#### 4Legの結果
| 順位 | チーム名                       | 試合数 | 勝数 | 敗数 | 勝率  | 備考           |
| ---- | ------------------------------ | ------ | ---- | ---- | ----- | -------------- |
| 1    | サントリーサンバーズ           | 7      | 7    | 0    | 1.000 |                |
| 2    | 東レ・アローズ                 | 7      | 6    | 1    | 0.857 |                |
| 3    | 松下電器パナソニックパンサーズ | 7      | 4    | 3    | 0.571 | セット率 1.231 |
| 4    | JTサンダーズ                   | 7      | 4    | 3    | 0.571 | セット率 1.143 |
| 5    | NECブルーロケッツ              | 7      | 3    | 4    | 0.429 | セット率 0.867 |
| 6    | 豊田合成トレフェルサ           | 7      | 3    | 4    | 0.429 | セット率 0.824 |
| 7    | 大分三好ヴァイセアドラー       | 7      | 1    | 6    | 0.143 |                |
| 8    | 堺ブレイザーズ                 | 7      | 0    | 7    | 0.000 |                |

### レギュラーラウンドの結果
| 順位 | チーム名                       | 試合数 | 勝数 | 敗数 | 勝率  | 備考           |
| ---- | ------------------------------ | ------ | ---- | ---- | ----- | -------------- |
| 1    | サントリーサンバーズ           | 28     | 23   | 5    | 0.821 |                |
| 2    | 東レ・アローズ                 | 28     | 22   | 6    | 0.786 |                |
| 3    | 松下電器パナソニックパンサーズ | 28     | 17   | 11   | 0.607 |                |
| 4    | 豊田合成トレフェルサ           | 28     | 16   | 12   | 0.571 |                |
| 5    | JTサンダーズ                   | 28     | 14   | 14   | 0.500 |                |
| 6    | 堺ブレイザーズ                 | 28     | 9    | 19   | 0.321 | セット率 0.750 |
| 7    | NECブルーロケッツ              | 28     | 9    | 19   | 0.321 | セット率 0.621 |
| 8    | 大分三好ヴァイセアドラー       | 28     | 2    | 26   | 0.071 |                |

### セミファイナルラウンド

#### 4月6日
| #213 | 2007年4月6日 16:05 |                                |                               |                        |                                                              |
| #213 | 2007年4月6日 16:05 | サントリー・サンバーズ （1勝） | 3 - 0 (25-19) (25-22) (25-15) | 東レ・アローズ （1敗） | 大阪府立体育会館 観客数: 2,500人 主審: 印藤智一 副審: 塚本健 |
| #213 | 2007年4月6日 16:05 |                                |                               |                        | 大阪府立体育会館 観客数: 2,500人 主審: 印藤智一 副審: 塚本健 |

| #214 | 2007年4月6日 18:00 |                              |                       |                                          |                                                                |
| #214 | 2007年4月6日 18:00 | 豊田合成トレフェルサ （1敗） | 0 - 3 (20-25) (25-27) | 松下電器パナソニック・パンサーズ （1勝） | 大阪府立体育会館 観客数: 2,000人 主審: 村上成司 副審: 山本和良 |
| #214 | 2007年4月6日 18:00 |                              |                       |                                          | 大阪府立体育会館 観客数: 2,000人 主審: 村上成司 副審: 山本和良 |

#### 4月7日
| #215 | 2007年4月7日 14:05 |                                |                               |                              |                                                              |
| #215 | 2007年4月7日 14:05 | サントリー・サンバーズ （2勝） | 3 - 0 (25-23) (25-16) (25-21) | 豊田合成トレフェルサ （2敗） | 大阪府立体育会館 観客数: 4,200人 主審: 塚本健 副審: 村上成司 |
| #215 | 2007年4月7日 14:05 |                                |                               |                              | 大阪府立体育会館 観客数: 4,200人 主審: 塚本健 副審: 村上成司 |

| #216 | 2007年4月7日 16:00 |                           |                               |                                             |                                                              |
| #216 | 2007年4月7日 16:00 | 東レ・アローズ （1勝1敗） | 3 - 0 (25-20) (29-27) (25-22) | 松下電器パナソニック・パンサーズ （1勝1敗） | 大阪府立体育会館 観客数: 2,800人 主審: 小柴滋 副審: 山本和良 |
| #216 | 2007年4月7日 16:00 |                           |                               |                                             | 大阪府立体育会館 観客数: 2,800人 主審: 小柴滋 副審: 山本和良 |

#### 4月8日
| #217 | 2007年4月8日 13:05 |                                |                                               |                                             |                                                                |
| #217 | 2007年4月8日 13:05 | サントリー・サンバーズ （3勝） | 3 - 2 (25-22) (25-27) (25-14) (21-25) (15-11) | 松下電器パナソニック・パンサーズ （1勝2敗） | 大阪府立体育会館 観客数: 4,850人 主審: 印藤智一 副審: 村上成司 |
| #217 | 2007年4月8日 13:05 |                                |                                               |                                             | 大阪府立体育会館 観客数: 4,850人 主審: 印藤智一 副審: 村上成司 |

| #218 | 2007年4月8日 15:35 |                           |                               |                              |                                                            |
| #218 | 2007年4月8日 15:35 | 東レ・アローズ （2勝1敗） | 3 - 0 (25-21) (26-24) (25-23) | 豊田合成トレフェルサ （3敗） | 大阪府立体育会館 観客数: 3,900人 主審: 小柴滋 副審: 塚本健 |
| #218 | 2007年4月8日 15:35 |                           |                               |                              | 大阪府立体育会館 観客数: 3,900人 主審: 小柴滋 副審: 塚本健 |

### ファイナルラウンド

#### 4月14日
3位決定戦
| #219 | 2007年4月14日 10:30 |                                  |                                       |                      |                                                                    |
| #219 | 2007年4月14日 10:30 | 松下電器パナソニック・パンサーズ | 3 - 1 (20-25) (28-26) (25-22) (25-20) | 豊田合成トレフェルサ | さいたまスーパーアリーナ 観客数: 2,583人 主審: 勝又正 副審: 小柴滋 |
| #219 | 2007年4月14日 10:30 |                                  |                                       |                      | さいたまスーパーアリーナ 観客数: 2,583人 主審: 勝又正 副審: 小柴滋 |

優勝決定戦
| #220 | 2007年4月14日 14:30 |                        |                                       |                |                                                                          |
| #220 | 2007年4月14日 14:30 | サントリー・サンバーズ | 3 - 1 (25-20) (25-22) (18-25) (25-22) | 東レ・アローズ | さいたまスーパーアリーナ 観客数: 5,364人 主審: 利根川忠史 副審: 村上成司 |
| #220 | 2007年4月14日 14:30 |                        |                                       |                | さいたまスーパーアリーナ 観客数: 5,364人 主審: 利根川忠史 副審: 村上成司 |

### 最終順位
| 順位   | チーム名                 | 備考     |
| ------ | ------------------------ | -------- |
| 優勝   | サントリーサンバーズ     |          |
| 準優勝 | 東レ・アローズ           |          |
| 3      | パナソニック・パンサーズ |          |
| 4      | 豊田合成トレフェルサ     |          |
| 5      | JTサンダーズ             |          |
| 6      | 堺ブレイザーズ           |          |
| 7      | NECブルーロケッツ        | 入替戦へ |
| 8      | 大分三好ヴァイセアドラー | 入替戦へ |

### 個人賞
| No. | 賞名             | 受賞者                 | 所属チーム               | 備考                |
| --- | ---------------- | ---------------------- | ------------------------ | ------------------- |
| 1   | 優勝監督賞       | 河野克巳               | サントリーサンバーズ     |                     |
| 2   | 最高殊勲選手賞   | 越川優                 | サントリーサンバーズ     |                     |
| 3   | 敢闘賞           | ウラジミール・ニコロフ | 東レ・アローズ           |                     |
| 4   | 最優秀新人賞     | 富松崇彰               | 東レ・アローズ           |                     |
| 5   | ベスト6          | 越川優                 | サントリーサンバーズ     |                     |
| 5   | ベスト6          | ウラジミール・ニコロフ | 東レ・アローズ           |                     |
| 5   | ベスト6          | 荻野正二               | サントリーサンバーズ     |                     |
| 5   | ベスト6          | 富松崇彰               | 東レ・アローズ           |                     |
| 5   | ベスト6          | 川浦博昭               | 豊田合成トレフェルサ     |                     |
| 5   | ベスト6          | 栗原圭介               | サントリーサンバーズ     |                     |
| 6   | ベストリベロ賞   | 津曲勝利               | サントリーサンバーズ     |                     |
| 7   | レシーブ賞       | 荻野正二               | サントリーサンバーズ     |                     |
| 8   | 得点王           | フィリップ・マイヨ     | 大分三好ヴァイセアドラー | 総得点=701点        |
| 9   | スパイク賞       | 川浦博昭               | 豊田合成トレフェルサ     | 決定率=60.8%        |
| 10  | ブロック賞       | 富松崇彰               | 東レ・アローズ           | 決定本数0.82=本/set |
| 11  | サーブ賞         | ウラジミール・ニコロフ | 東レ・アローズ           | 効果率=20.1%        |
| 12  | サーブレシーブ賞 | 井上裕介               | 大分三好ヴァイセアドラー | 成功率=76.9%        |
| 13  | 優秀GM賞         | 山下仁                 | JTサンダーズ             |                     |

### プレミア・チャレンジリーグ入替戦

#### 4月14日
| #221 | 2007年4月14日 |                                                |                                       |                                |                  |
| #221 | 2007年4月14日 | 大分三好ヴァイセアドラー （プレミアリーグ8位） | 3 - 1 (26-24) (28-26) (23-25) (27-25) | FC東京 （チャレンジリーグ1位） | 長岡市市民体育館 |
| #221 | 2007年4月14日 |                                                |                                       |                                | 長岡市市民体育館 |

| #222 | 2007年4月14日 |                                         |                                               |                                        |                  |
| #222 | 2007年4月14日 | NECブルーロケッツ （プレミアリーグ7位） | 3 - 2 (25-20) (24-26) (25-14) (22-25) (15-13) | 東京ヴェルディ （チャレンジリーグ2位） | 長岡市市民体育館 |
| #222 | 2007年4月14日 |                                         |                                               |                                        | 長岡市市民体育館 |

#### 4月15日
| #223 | 2007年4月15日 |                                                |                               |                                |                  |
| #223 | 2007年4月15日 | 大分三好ヴァイセアドラー （プレミアリーグ8位） | 3 - 0 (30-28) (29-27) (26-24) | FC東京 （チャレンジリーグ1位） | 長岡市市民体育館 |
| #223 | 2007年4月15日 |                                                |                               |                                | 長岡市市民体育館 |

| #224 | 2007年4月15日 |                                         |                               |                                        |                  |
| #224 | 2007年4月15日 | NECブルーロケッツ （プレミアリーグ7位） | 3 - 0 (25-20) (25-17) (25-22) | 東京ヴェルディ （チャレンジリーグ2位） | 長岡市市民体育館 |
| #224 | 2007年4月15日 |                                         |                               |                                        | 長岡市市民体育館 |

この結果、NECと大分三好が次期プレミアリーグの残留を決めた。

## 女子

### 参加チーム
| 前回順位 | チーム名                   | 備考                         |
| -------- | -------------------------- | ---------------------------- |
| 1        | パイオニアレッドウィングス |                              |
| 2        | 久光製薬スプリングス       |                              |
| 3        | 武富士バンブー             |                              |
| 4        | 東レ・アローズ             |                              |
| 5        | 岡山シーガルズ             | シーガルズからチーム名を変更 |
| 6        | NECレッドロケッツ          |                              |
| 7        | JTマーヴェラス             |                              |
| 8        | 日立佐和リヴァーレ         |                              |
| 9        | デンソー・エアリービーズ   |                              |
| -        | トヨタ車体クインシーズ     | V1リーグ1位                  |

### 1Leg

#### 1月6日
| #501 | 2007年1月6日 14:00 |                        |                                       |                        |                                                                        |
| #501 | 2007年1月6日 14:00 | 東レ・アローズ （1敗） | 1 - 3 (19-25) (25-18) (20-25) (21-25) | 武富士バンブー （1勝） | 尼崎市記念公園総合体育館 観客数: 3,200人 主審: 村上成司 副審: 森岡伸次 |
| #501 | 2007年1月6日 14:00 |                        |                                       |                        | 尼崎市記念公園総合体育館 観客数: 3,200人 主審: 村上成司 副審: 森岡伸次 |

| #502 | 2007年1月6日 16:30 |                        |                                       |                                    |                                                                      |
| #502 | 2007年1月6日 16:30 | JTマーヴェラス （1勝） | 3 - 1 (21-25) (25-22) (25-23) (25-17) | パイオニアレッドウィングス （1敗） | 尼崎市記念公園総合体育館 観客数: 3,600人 主審: 酒出修 副審: 高橋弘二 |
| #502 | 2007年1月6日 16:30 |                        |                                       |                                    | 尼崎市記念公園総合体育館 観客数: 3,600人 主審: 酒出修 副審: 高橋弘二 |

| #503 | 2007年1月6日 12:00 |                        |                                              |                            |                                                                  |
| #503 | 2007年1月6日 12:00 | 岡山シーガルズ （1勝） | 3 - 2 (25-17) (21-25) (10-25) (25-17) (15-7) | 日立佐和リヴァーレ （1敗） | 岡山市総合文化体育館 観客数: 1,520人 主審: 冨田満 副審: 山本和良 |
| #503 | 2007年1月6日 12:00 |                        |                                              |                            | 岡山市総合文化体育館 観客数: 1,520人 主審: 冨田満 副審: 山本和良 |

| #504 | 2007年1月6日 14:35 |                              |                                       |                                |                                                                    |
| #504 | 2007年1月6日 14:35 | 久光製薬スプリングス （1勝） | 3 - 1 (25-14) (21-25) (25-18) (25-21) | トヨタ車体クインシーズ （1敗） | 岡山市総合文化体育館 観客数: 1,730人 主審: 田野昭彦 副審: 山本浩之 |
| #504 | 2007年1月6日 14:35 |                              |                                       |                                | 岡山市総合文化体育館 観客数: 1,730人 主審: 田野昭彦 副審: 山本浩之 |

| #505 | 2007年1月6日 16:50 |                                  |                                               |                           |                                                                  |
| #505 | 2007年1月6日 16:50 | デンソー・エアリービーズ （1勝） | 3 - 2 (19-25) (25-18) (25-22) (23-25) (15-11) | NECレッドロケッツ （1敗） | 岡山市総合文化体育館 観客数: 1,580人 主審: 塚本健 副審: 田野敏彦 |
| #505 | 2007年1月6日 16:50 |                                  |                                               |                           | 岡山市総合文化体育館 観客数: 1,580人 主審: 塚本健 副審: 田野敏彦 |

#### 1月7日
| #506 | 2007年1月7日 13:05 |                           |                                               |                               |                                                                                              |
| #506 | 2007年1月7日 13:05 | JTマーヴェラス （1勝1敗） | 2 - 3 (25-18) (25-16) (25-27) (22-25) (12-15) | 日立佐和リヴァーレ （1勝1敗） | 神戸総合運動公園体育館（グリーンアリーナ神戸） 観客数: 4,200人 主審: 高橋弘二 副審: 村上成司 |
| #506 | 2007年1月7日 13:05 |                           |                                               |                               | 神戸総合運動公園体育館（グリーンアリーナ神戸） 観客数: 4,200人 主審: 高橋弘二 副審: 村上成司 |

| #507 | 2007年1月7日 15:45 |                              |                               |                           |                                                                                            |
| #507 | 2007年1月7日 15:45 | 久光製薬スプリングス （2勝） | 3 - 0 (25-12) (25-21) (25-15) | NECレッドロケッツ （2敗） | 神戸総合運動公園体育館（グリーンアリーナ神戸） 観客数: 4,200人 主審: 酒出修 副審: 赤井倫大 |
| #507 | 2007年1月7日 15:45 |                              |                               |                           | 神戸総合運動公園体育館（グリーンアリーナ神戸） 観客数: 4,200人 主審: 酒出修 副審: 赤井倫大 |

| #508 | 2007年1月7日 12:00 |                                    |                                       |                        |                                                                            |
| #508 | 2007年1月7日 12:00 | パイオニアレッドウィングス （2敗） | 1 - 3 (27-25) (22-25) (19-25) (15-25) | 武富士バンブー （2勝） | 岡山県体育館（桃太郎アリーナ） 観客数: 2,200人 主審: 田野敏彦 副審: 塚本健 |
| #508 | 2007年1月7日 12:00 |                                    |                                       |                        | 岡山県体育館（桃太郎アリーナ） 観客数: 2,200人 主審: 田野敏彦 副審: 塚本健 |

| #509 | 2007年1月7日 14:20 |                                  |                                       |                        |                                                                                |
| #509 | 2007年1月7日 14:20 | デンソー・エアリービーズ （2勝） | 3 - 1 (18-25) (26-24) (25-21) (25-19) | 東レ・アローズ （2敗） | 岡山県体育館（桃太郎アリーナ） 観客数: 2,740人 主審: 山本和良 副審: 千代延靖夫 |
| #509 | 2007年1月7日 14:20 |                                  |                                       |                        | 岡山県体育館（桃太郎アリーナ） 観客数: 2,740人 主審: 山本和良 副審: 千代延靖夫 |

| #510 | 2007年1月7日 16:45 |                        |                               |                                |                                                                            |
| #510 | 2007年1月7日 16:45 | 岡山シーガルズ （2勝） | 3 - 0 (25-15) (25-22) (25-16) | トヨタ車体クインシーズ （2敗） | 岡山県体育館（桃太郎アリーナ） 観客数: 2,450人 主審: 田野昭彦 副審: 冨田満 |
| #510 | 2007年1月7日 16:45 |                        |                               |                                | 岡山県体育館（桃太郎アリーナ） 観客数: 2,450人 主審: 田野昭彦 副審: 冨田満 |

#### 1月8日
| #511 | 2007年1月8日 13:08 |                              |                                       |                                     |                                                                  |
| #511 | 2007年1月8日 13:08 | 久光製薬スプリングス （3勝） | 3 - 1 (25-19) (25-22) (19-25) (25-20) | デンソー・エアリービーズ （2勝1敗） | 加古川市立総合体育館 観客数: 3,500人 主審: 高橋弘二 副審: 酒出修 |
| #511 | 2007年1月8日 13:08 |                              |                                       |                                     | 加古川市立総合体育館 観客数: 3,500人 主審: 高橋弘二 副審: 酒出修 |

| #512 | 2007年1月8日 15:31 |                           |                               |                           |                                                                  |
| #512 | 2007年1月8日 15:31 | JTマーヴェラス （2勝1敗） | 3 - 0 (25-18) (25-17) (25-19) | NECレッドロケッツ （3敗） | 加古川市立総合体育館 観客数: 3,700人 主審: 村上成司 副審: 牧野徹 |
| #512 | 2007年1月8日 15:31 |                           |                               |                           | 加古川市立総合体育館 観客数: 3,700人 主審: 村上成司 副審: 牧野徹 |

| #513 | 2007年1月8日 12:00 |                                       |                               |                           |                                                                              |
| #513 | 2007年1月8日 12:00 | パイオニアレッドウィングス （1勝2敗） | 3 - 0 (25-18) (25-21) (25-20) | 岡山シーガルズ （2勝1敗） | 岡山県体育館（桃太郎アリーナ） 観客数: 2,050人 主審: 田野敏彦 副審: 山本和良 |
| #513 | 2007年1月8日 12:00 |                                       |                               |                           | 岡山県体育館（桃太郎アリーナ） 観客数: 2,050人 主審: 田野敏彦 副審: 山本和良 |

| #514 | 2007年1月8日 14:00 |                               |                               |                           |                                                                            |
| #514 | 2007年1月8日 14:00 | 日立佐和リヴァーレ （1勝2敗） | 0 - 3 (21-25) (18-25) (22-25) | 東レ・アローズ （1勝2敗） | 岡山県体育館（桃太郎アリーナ） 観客数: 2,150人 主審: 冨田満 副審: 田野昭彦 |
| #514 | 2007年1月8日 14:00 |                               |                               |                           | 岡山県体育館（桃太郎アリーナ） 観客数: 2,150人 主審: 冨田満 副審: 田野昭彦 |

| #515 | 2007年1月8日 16:00 |                                |                                       |                        |                                                                            |
| #515 | 2007年1月8日 16:00 | トヨタ車体クインシーズ （3敗） | 1 - 3 (16-25) (18-25) (26-24) (19-25) | 武富士バンブー （3勝） | 岡山県体育館（桃太郎アリーナ） 観客数: 1,240人 主審: 塚本健 副審: 織本昌朗 |
| #515 | 2007年1月8日 16:00 |                                |                                       |                        | 岡山県体育館（桃太郎アリーナ） 観客数: 1,240人 主審: 塚本健 副審: 織本昌朗 |

#### 1月13日
| #516 | 2007年1月13日 14:00 |                           |                               |                           |                                                                        |
| #516 | 2007年1月13日 14:00 | NECレッドロケッツ （4敗） | 0 - 3 (23-25) (14-25) (19-25) | 岡山シーガルズ （3勝1敗） | 川崎市とどろきアリーナ 観客数: 2,300人 主審: 阿部広太郎 副審: 三見洋子 |
| #516 | 2007年1月13日 14:00 |                           |                               |                           | 川崎市とどろきアリーナ 観客数: 2,300人 主審: 阿部広太郎 副審: 三見洋子 |

| #517 | 2007年1月13日 16:20 |                           |                                       |                           |                                                        |
| #517 | 2007年1月13日 16:20 | 東レ・アローズ （2勝2敗） | 3 - 1 (25-27) (25-21) (27-25) (25-22) | JTマーヴェラス （2勝2敗） | 東京体育館 観客数: 3,500人 主審: 小柴滋 副審: 北村友香 |
| #517 | 2007年1月13日 16:20 |                           |                                       |                           | 東京体育館 観客数: 3,500人 主審: 小柴滋 副審: 北村友香 |

| #518 | 2007年1月13日 14:00 |                                       |                                               |                              |                                                                      |
| #518 | 2007年1月13日 14:00 | パイオニアレッドウィングス （1勝3敗） | 2 - 3 (25-22) (18-25) (22-25) (25-15) (13-15) | 久光製薬スプリングス （4勝） | 越谷市立総合体育館 観客数: 1,474人 主審: 利根川忠史 副審: 小野沢一宏 |
| #518 | 2007年1月13日 14:00 |                                       |                                               |                              | 越谷市立総合体育館 観客数: 1,474人 主審: 利根川忠史 副審: 小野沢一宏 |

| #519 | 2007年1月13日 16:45 |                                     |                               |                        |                                                                |
| #519 | 2007年1月13日 16:45 | デンソー・エアリービーズ （2勝2敗） | 0 - 3 (18-25) (13-25) (19-25) | 武富士バンブー （4勝） | 越谷市立総合体育館 観客数: 1,697人 主審: 斎藤篤 副審: 山田道人 |
| #519 | 2007年1月13日 16:45 |                                     |                               |                        | 越谷市立総合体育館 観客数: 1,697人 主審: 斎藤篤 副審: 山田道人 |

| #520 | 2007年1月13日 14:00 |                                   |                                       |                               |                                                                  |
| #520 | 2007年1月13日 14:00 | トヨタ車体クインシーズ （1勝3敗） | 3 - 1 (25-19) (20-25) (25-16) (25-15) | 日立佐和リヴァーレ （1勝3敗） | かなくぼ総合体育館 観客数: 1,057人 主審: 大塚達也 副審: 田代英明 |
| #520 | 2007年1月13日 14:00 |                                   |                                       |                               | かなくぼ総合体育館 観客数: 1,057人 主審: 大塚達也 副審: 田代英明 |

#### 1月14日
| #521 | 2007年1月14日 13:08 |                           |                                               |                           |                                                                        |
| #521 | 2007年1月14日 13:08 | NECレッドロケッツ （5敗） | 2 - 3 (25-17) (19-25) (25-18) (21-25) (13-15) | 東レ・アローズ （3勝2敗） | 川崎市とどろきアリーナ 観客数: 2,900人 主審: 三見洋子 副審: 阿部広太郎 |
| #521 | 2007年1月14日 13:08 |                           |                                               |                           | 川崎市とどろきアリーナ 観客数: 2,900人 主審: 三見洋子 副審: 阿部広太郎 |

| #522 | 2007年1月14日 15:33 |                                     |                               |                                   |                                                        |
| #522 | 2007年1月14日 15:33 | デンソー・エアリービーズ （3勝2敗） | 3 - 0 (25-18) (25-23) (25-19) | トヨタ車体クインシーズ （1勝4敗） | 東京体育館 観客数: 1,500人 主審: 小柴滋 副審: 北村友香 |
| #522 | 2007年1月14日 15:33 |                                     |                               |                                   | 東京体育館 観客数: 1,500人 主審: 小柴滋 副審: 北村友香 |

| #523 | 2007年1月14日 13:00 |                           |                               |                              |                                                                    |
| #523 | 2007年1月14日 13:00 | JTマーヴェラス （2勝3敗） | 0 - 3 (21-25) (24-26) (17-25) | 久光製薬スプリングス （5勝） | 越谷市立総合体育館 観客数: 3,076人 主審: 利根川忠史 副審: 中里明啓 |
| #523 | 2007年1月14日 13:00 |                           |                               |                              | 越谷市立総合体育館 観客数: 3,076人 主審: 利根川忠史 副審: 中里明啓 |

| #524 | 2007年1月14日 15:00 |                           |                                       |                        |                                                                |
| #524 | 2007年1月14日 15:00 | 岡山シーガルズ （3勝2敗） | 1 - 3 (23-25) (25-22) (18-25) (23-25) | 武富士バンブー （5勝） | 越谷市立総合体育館 観客数: 2,938人 主審: 山田道人 副審: 斎藤篤 |
| #524 | 2007年1月14日 15:00 |                           |                                       |                        | 越谷市立総合体育館 観客数: 2,938人 主審: 山田道人 副審: 斎藤篤 |

| #525 | 2007年1月14日 13:00 |                                       |                               |                               |                                                                              |
| #525 | 2007年1月14日 13:00 | パイオニアレッドウィングス （2勝3敗） | 3 - 0 (25-23) (27-25) (25-22) | 日立佐和リヴァーレ （1勝4敗） | ひたちなか市総合運動公園体育館 観客数: 1,539人 主審: 大塚達也 副審: 田代英明 |
| #525 | 2007年1月14日 13:00 |                                       |                               |                               | ひたちなか市総合運動公園体育館 観客数: 1,539人 主審: 大塚達也 副審: 田代英明 |

#### 1月20日
| #526 | 2007年1月20日 14:00 |                           |                                               |                                     |                                                                          |
| #526 | 2007年1月20日 14:00 | JTマーヴェラス （2勝4敗） | 2 - 3 (32-30) (16-25) (19-25) (25-17) (12-15) | デンソー・エアリービーズ （4勝2敗） | 山形県総合運動公園総合体育館 観客数: 3,230人 主審: 斎藤篤 副審: 石井正宏 |
| #526 | 2007年1月20日 14:00 |                           |                                               |                                     | 山形県総合運動公園総合体育館 観客数: 3,230人 主審: 斎藤篤 副審: 石井正宏 |

| #527 | 2007年1月20日 16:40 |                                       |                               |                                   |                                                                                      |
| #527 | 2007年1月20日 16:40 | パイオニアレッドウィングス （3勝3敗） | 3 - 0 (25-18) (25-22) (34-32) | トヨタ車体クインシーズ （1勝5敗） | 山形県総合運動公園総合体育館 観客数: 4,410人 主審: グレッグ・ルーオー 副審: 野村考一 |
| #527 | 2007年1月20日 16:40 |                                       |                               |                                   | 山形県総合運動公園総合体育館 観客数: 4,410人 主審: グレッグ・ルーオー 副審: 野村考一 |

| #528 | 2007年1月20日 11:00 |                               |                               |                              |                                                          |
| #528 | 2007年1月20日 11:00 | 日立佐和リヴァーレ （1勝5敗） | 0 - 3 (18-25) (19-25) (17-25) | NECレッドロケッツ （1勝5敗） | 仙台市体育館 観客数: 2,450人 主審: 江下毅 副審: 引地紀子 |
| #528 | 2007年1月20日 11:00 |                               |                               |                              | 仙台市体育館 観客数: 2,450人 主審: 江下毅 副審: 引地紀子 |

| #529 | 2007年1月20日 14:00 |                           |                                       |                              |                                                                    |
| #529 | 2007年1月20日 14:00 | 武富士バンブー （5勝1敗） | 1 - 3 (25-20) (17-25) (10-25) (14-25) | 久光製薬スプリングス （6勝） | 福島市国体記念体育館 観客数: 1,798人 主審: 田中昭彦 副審: 折笠正樹 |
| #529 | 2007年1月20日 14:00 |                           |                                       |                              | 福島市国体記念体育館 観客数: 1,798人 主審: 田中昭彦 副審: 折笠正樹 |

| #530 | 2007年1月20日 16:10 |                           |                                       |                           |                                                                |
| #530 | 2007年1月20日 16:10 | 岡山シーガルズ （3勝3敗） | 1 - 3 (18-25) (20-25) (25-14) (20-25) | 東レ・アローズ （4勝2敗） | 福島市国体記念体育館 観客数: 1,814人 主審: 勝又正 副審: 冨田満 |
| #530 | 2007年1月20日 16:10 |                           |                                       |                           | 福島市国体記念体育館 観客数: 1,814人 主審: 勝又正 副審: 冨田満 |

#### 1月21日
| #531 | 2007年1月21日 13:05 |                                       |                                       |                                     |                                                                                      |
| #531 | 2007年1月21日 13:05 | パイオニアレッドウィングス （4勝3敗） | 3 - 1 (17-25) (27-25) (26-24) (25-18) | デンソー・エアリービーズ （4勝3敗） | 山形県総合運動公園総合体育館 観客数: 4,270人 主審: グレッグ・ルーオー 副審: 野村考一 |
| #531 | 2007年1月21日 13:05 |                                       |                                       |                                     | 山形県総合運動公園総合体育館 観客数: 4,270人 主審: グレッグ・ルーオー 副審: 野村考一 |

| #532 | 2007年1月21日 15:30 |                                 |                               |                           |                                                                          |
| #532 | 2007年1月21日 15:30 | 久光製薬スプリングス （6勝1敗） | 0 - 3 (20-25) (21-25) (20-25) | 東レ・アローズ （5勝2敗） | 山形県総合運動公園総合体育館 観客数: 4,270人 主審: 斎藤篤 副審: 石井正宏 |
| #532 | 2007年1月21日 15:30 |                                 |                               |                           | 山形県総合運動公園総合体育館 観客数: 4,270人 主審: 斎藤篤 副審: 石井正宏 |

| #533 | 2007年1月21日 15:30 |                              |                               |                                   |                                                          |
| #533 | 2007年1月21日 15:30 | NECレッドロケッツ （1勝6敗） | 0 - 3 (23-25) (19-25) (16-25) | トヨタ車体クインシーズ （2勝5敗） | 仙台市体育館 観客数: 4,000人 主審: 江下毅 副審: 引地紀子 |
| #533 | 2007年1月21日 15:30 |                              |                               |                                   | 仙台市体育館 観客数: 4,000人 主審: 江下毅 副審: 引地紀子 |

| #534 | 2007年1月21日 13:00 |                               |                                               |                           |                                                                  |
| #534 | 2007年1月21日 13:00 | 日立佐和リヴァーレ （1勝6敗） | 2 - 3 (35-33) (10-25) (27-25) (22-25) (11-15) | 武富士バンブー （6勝1敗） | 福島市国体記念体育館 観客数: 2,171人 主審: 冨田満 副審: 田中昭彦 |
| #534 | 2007年1月21日 13:00 |                               |                                               |                           | 福島市国体記念体育館 観客数: 2,171人 主審: 冨田満 副審: 田中昭彦 |

| #535 | 2007年1月21日 15:50 |                           |                               |                           |                                                                  |
| #535 | 2007年1月21日 15:50 | 岡山シーガルズ （3勝4敗） | 0 - 3 (24-26) (20-25) (22-25) | JTマーヴェラス （3勝4敗） | 福島市国体記念体育館 観客数: 2,280人 主審: 勝又正 副審: 国分常弘 |
| #535 | 2007年1月21日 15:50 |                           |                               |                           | 福島市国体記念体育館 観客数: 2,280人 主審: 勝又正 副審: 国分常弘 |

#### 1月27日
| #536 | 2007年1月27日 13:00 |                                     |                                       |                               |                                                              |
| #536 | 2007年1月27日 13:00 | デンソー・エアリービーズ （5勝3敗） | 3 - 1 (23-25) (25-12) (25-19) (25-16) | 日立佐和リヴァーレ （1勝7敗） | 西尾市総合体育館 観客数: 1,940人 主審: 冨田満 副審: 野村考一 |
| #536 | 2007年1月27日 13:00 |                                     |                                       |                               | 西尾市総合体育館 観客数: 1,940人 主審: 冨田満 副審: 野村考一 |

| #537 | 2007年1月27日 14:05 |                           |                                               |                              |                                                          |
| #537 | 2007年1月27日 14:05 | 武富士バンブー （7勝1敗） | 3 - 2 (17-25) (19-25) (25-23) (25-15) (15-12) | NECレッドロケッツ （1勝7敗） | 浜松アリーナ 観客数: 3,500人 主審: 勝又正 副審: 佐藤拓男 |
| #537 | 2007年1月27日 14:05 |                           |                                               |                              | 浜松アリーナ 観客数: 3,500人 主審: 勝又正 副審: 佐藤拓男 |

| #538 | 2007年1月27日 16:57 |                           |                                       |                                   |                                                            |
| #538 | 2007年1月27日 16:57 | JTマーヴェラス （4勝4敗） | 3 - 1 (25-15) (25-23) (14-25) (25-23) | トヨタ車体クインシーズ （2勝6敗） | 浜松アリーナ 観客数: 4,300人 主審: 大塚達也 副審: 田中昭彦 |
| #538 | 2007年1月27日 16:57 |                           |                                       |                                   | 浜松アリーナ 観客数: 4,300人 主審: 大塚達也 副審: 田中昭彦 |

| #539 | 2007年1月27日 14:00 |                                       |                               |                           |                                                              |
| #539 | 2007年1月27日 14:00 | パイオニアレッドウィングス （5勝3敗） | 3 - 0 (25-17) (25-16) (25-18) | 東レ・アローズ （5勝3敗） | 京都府立体育館 観客数: 2,500人 主審: 冨田博一 副審: 北村友香 |
| #539 | 2007年1月27日 14:00 |                                       |                               |                           | 京都府立体育館 観客数: 2,500人 主審: 冨田博一 副審: 北村友香 |

| #540 | 2007年1月27日 16:02 |                           |                               |                                 |                                                              |
| #540 | 2007年1月27日 16:02 | 岡山シーガルズ （3勝5敗） | 1 - 3 (20-25) (25-19) (17-25) | 久光製薬スプリングス （7勝1敗） | 京都府立体育館 観客数: 2,750人 主審: 田野敏彦 副審: 小野将人 |
| #540 | 2007年1月27日 16:02 |                           |                               |                                 | 京都府立体育館 観客数: 2,750人 主審: 田野敏彦 副審: 小野将人 |

#### 1月28日
| #541 | 2007年1月28日 13:00 |                                     |                                       |                           |                                                          |
| #541 | 2007年1月28日 13:00 | デンソー・エアリービーズ （6勝3敗） | 3 - 1 (25-20) (26-24) (24-26) (25-18) | 岡山シーガルズ （3勝6敗） | 刈谷市体育館 観客数: 1,330人 主審: 冨田満 副審: 野村考一 |
| #541 | 2007年1月28日 13:00 |                                     |                                       |                           | 刈谷市体育館 観客数: 1,330人 主審: 冨田満 副審: 野村考一 |

| #542 | 2007年1月28日 13:05 |                              |                                      |                                       |                                                          |
| #542 | 2007年1月28日 13:05 | NECレッドロケッツ （1勝8敗） | 2 - 3 (20-25) (25-19) (25-9) (10-15) | パイオニアレッドウィングス （6勝3敗） | 浜松アリーナ 観客数: 4,000人 主審: 勝又正 副審: 佐藤拓男 |
| #542 | 2007年1月28日 13:05 |                              |                                      |                                       | 浜松アリーナ 観客数: 4,000人 主審: 勝又正 副審: 佐藤拓男 |

| #543 | 2007年1月28日 15:45 |                           |                                       |                                   |                                                            |
| #543 | 2007年1月28日 15:45 | 東レ・アローズ （6勝3敗） | 3 - 2 (23-25) (25-20) (20-25) (16-14) | トヨタ車体クインシーズ （2勝7敗） | 浜松アリーナ 観客数: 4,100人 主審: 田中昭彦 副審: 大塚達也 |
| #543 | 2007年1月28日 15:45 |                           |                                       |                                   | 浜松アリーナ 観客数: 4,100人 主審: 田中昭彦 副審: 大塚達也 |

| #544 | 2007年1月28日 13:05 |                               |                                       |                                 |                                                              |
| #544 | 2007年1月28日 13:05 | 日立佐和リヴァーレ （1勝8敗） | 1 - 3 (15-25) (25-22) (15-25) (18-25) | 久光製薬スプリングス （8勝1敗） | 京都府立体育館 観客数: 2,600人 主審: 田野敏彦 副審: 小野将人 |
| #544 | 2007年1月28日 13:05 |                               |                                       |                                 | 京都府立体育館 観客数: 2,600人 主審: 田野敏彦 副審: 小野将人 |

| #545 | 2007年1月28日 15:20 |                           |                                       |                           |                                                              |
| #545 | 2007年1月28日 15:20 | JTマーヴェラス （5勝4敗） | 3 - 1 (23-25) (25-22) (25-23) (25-15) | 武富士バンブー （7勝2敗） | 京都府立体育館 観客数: 3,200人 主審: 北村友香 副審: 冨田博一 |
| #545 | 2007年1月28日 15:20 |                           |                                       |                           | 京都府立体育館 観客数: 3,200人 主審: 北村友香 副審: 冨田博一 |

#### 1Legの結果
| 順位 | チーム名                   | 試合数 | 勝数 | 敗数 | 勝率  | 備考           |
| ---- | -------------------------- | ------ | ---- | ---- | ----- | -------------- |
| 1    | 久光製薬スプリングス       | 9      | 8    | 1    | 0.889 |                |
| 2    | 武富士バンブー             | 9      | 7    | 2    | 0.778 |                |
| 3    | パイオニアレッドウィングス | 9      | 6    | 3    | 0.667 | セット率 1.833 |
| 4    | 東レ・アローズ             | 9      | 6    | 3    | 0.667 | セット率 1.333 |
| 5    | デンソー・エアリービーズ   | 9      | 6    | 3    | 0.667 | セット率 1.250 |
| 6    | JTマーヴェラス             | 9      | 5    | 4    | 0.556 |                |
| 7    | 岡山シーガルズ             | 9      | 3    | 6    | 0.333 |                |
| 8    | トヨタ車体クインシーズ     | 9      | 2    | 7    | 0.222 |                |
| 9    | NECレッドロケッツ          | 9      | 1    | 8    | 0.111 | セット率 0.458 |
| 10   | 日立佐和リヴァーレ         | 9      | 1    | 8    | 0.111 | セット率 0.385 |

### 2Leg

#### 2月3日
| #546 | 2007年2月3日 14:00 |                                 |                                               |                           |                                                              |
| #546 | 2007年2月3日 14:00 | 久光製薬スプリングス （8勝2敗） | 2 - 3 (25-19) (25-22) (27-29) (24-26) (14-16) | JTマーヴェラス （6勝4敗） | 佐賀県総合体育館 観客数: 3,056人 主審: 石井洋壮 副審: 塚本健 |
| #546 | 2007年2月3日 14:00 |                                 |                                               |                           | 佐賀県総合体育館 観客数: 3,056人 主審: 石井洋壮 副審: 塚本健 |

| #547 | 2007年2月3日 14:00 |                                       |                                               |                           |                                                              |
| #547 | 2007年2月3日 14:00 | パイオニアレッドウィングス （6勝4敗） | 2 - 3 (22-25) (23-25) (25-17) (25-18) (12-15) | 武富士バンブー （8勝2敗） | 島原復興アリーナ 観客数: 2,300人 主審: 代居正巳 副審: 江下毅 |
| #547 | 2007年2月3日 14:00 |                                       |                                               |                           | 島原復興アリーナ 観客数: 2,300人 主審: 代居正巳 副審: 江下毅 |

| #548 | 2007年2月3日 16:40 |                               |                                       |                           |                                                              |
| #548 | 2007年2月3日 16:40 | 日立佐和リヴァーレ （2勝8敗） | 3 - 1 (25-21) (25-23) (19-25) (25-18) | 東レ・アローズ （6勝4敗） | 島原復興アリーナ 観客数: 2,300人 主審: 田野敏彦 副審: 森勇雄 |
| #548 | 2007年2月3日 16:40 |                               |                                       |                           | 島原復興アリーナ 観客数: 2,300人 主審: 田野敏彦 副審: 森勇雄 |

| #549 | 2007年2月3日 14:00 |                                   |                                              |                           |                                                              |
| #549 | 2007年2月3日 14:00 | トヨタ車体クインシーズ （3勝7敗） | 3 - 2 (39-37) (14-25) (21-25) (25-11) (15-4) | 岡山シーガルズ （3勝7敗） | 田川市総合体育館 観客数: 1,565人 主審: 酒出修 副審: 山田道人 |
| #549 | 2007年2月3日 14:00 |                                   |                                              |                           | 田川市総合体育館 観客数: 1,565人 主審: 酒出修 副審: 山田道人 |

第1セットの39-37は、女子大会における最高得点記録である。
| #550 | 2007年2月3日 16:50 |                              |                               |                                     |                                                                |
| #550 | 2007年2月3日 16:50 | NECレッドロケッツ （2勝8敗） | 3 - 0 (25-20) (25-23) (25-17) | デンソー・エアリービーズ （6勝4敗） | 田川市総合体育館 観客数: 1,656人 主審: 冨田博一 副審: 須藤義宏 |
| #550 | 2007年2月3日 16:50 |                              |                               |                                     | 田川市総合体育館 観客数: 1,656人 主審: 冨田博一 副審: 須藤義宏 |

#### 2月4日
| #551 | 2007年2月4日 13:00 |                              |                               |                                 |                                                              |
| #551 | 2007年2月4日 13:00 | NECレッドロケッツ （2勝9敗） | 1 - 3 (25-21) (21-25) (20-25) | 久光製薬スプリングス （9勝2敗） | 佐賀県総合体育館 観客数: 2,640人 主審: 塚本健 副審: 石井洋壮 |
| #551 | 2007年2月4日 13:00 |                              |                               |                                 | 佐賀県総合体育館 観客数: 2,640人 主審: 塚本健 副審: 石井洋壮 |

| #552 | 2007年2月4日 13:00 |                                     |                                               |                                       |                                                                                          |
| #552 | 2007年2月4日 13:00 | デンソー・エアリービーズ （6勝5敗） | 2 - 3 (25-21) (25-20) (22-25) (17-25) (13-15) | パイオニアレッドウィングス （7勝4敗） | 大村市体育文化センター（シーハットおおむら） 観客数: 3,300人 主審: 江下毅 副審: 田野敏彦 |
| #552 | 2007年2月4日 13:00 |                                     |                                               |                                       | 大村市体育文化センター（シーハットおおむら） 観客数: 3,300人 主審: 江下毅 副審: 田野敏彦 |

| #553 | 2007年2月4日 15:40 |                           |                                               |                           |                                                                                            |
| #553 | 2007年2月4日 15:40 | 東レ・アローズ （6勝5敗） | 2 - 3 (16-25) (27-25) (21-25) (25-20) (11-15) | 岡山シーガルズ （4勝7敗） | 大村市体育文化センター（シーハットおおむら） 観客数: 3,300人 主審: 代居正巳 副審: 石隈孝典 |
| #553 | 2007年2月4日 15:40 |                           |                                               |                           | 大村市体育文化センター（シーハットおおむら） 観客数: 3,300人 主審: 代居正巳 副審: 石隈孝典 |

| #554 | 2007年2月4日 13:00 |                           |                                               |                                   |                                                              |
| #554 | 2007年2月4日 13:00 | JTマーヴェラス （7勝4敗） | 3 - 2 (20-25) (21-25) (25-21) (25-20) (17-15) | トヨタ車体クインシーズ （3勝8敗） | 大牟田市民体育館 観客数: 3,063人 主審: 山田道人 副審: 酒出修 |
| #554 | 2007年2月4日 13:00 |                           |                                               |                                   | 大牟田市民体育館 観客数: 3,063人 主審: 山田道人 副審: 酒出修 |

| #555 | 2007年2月4日 15:45 |                               |                                       |                           |                                                                |
| #555 | 2007年2月4日 15:45 | 日立佐和リヴァーレ （2勝9敗） | 1 - 3 (21-25) (25-21) (36-38) (21-25) | 武富士バンブー （9勝2敗） | 大牟田市民体育館 観客数: 3,063人 主審: 冨田博一 副審: 須藤義宏 |
| #555 | 2007年2月4日 15:45 |                               |                                       |                           | 大牟田市民体育館 観客数: 3,063人 主審: 冨田博一 副審: 須藤義宏 |

#### 2月10日
| #556 | 2007年2月10日 13:05 |                                  |                                               |                           |                                                        |
| #556 | 2007年2月10日 13:05 | 久光製薬スプリングス （10勝2敗） | 3 - 2 (23-25) (18-25) (25-18) (25-15) (17-15) | 東レ・アローズ （6勝6敗） | 東京体育館 観客数: 3,250人 主審: 高橋弘二 副審: 酒出修 |
| #556 | 2007年2月10日 13:05 |                                  |                                               |                           | 東京体育館 観客数: 3,250人 主審: 高橋弘二 副審: 酒出修 |

| #557 | 2007年2月10日 15:32 |                            |                                               |                           |                                                          |
| #557 | 2007年2月10日 15:32 | 武富士バンブー （10勝2敗） | 3 - 2 (23-25) (25-15) (23-25) (25-17) (17-15) | JTマーヴェラス （7勝5敗） | 東京体育館 観客数: 4,300人 主審: 田中昭彦 副審: 西澤裕之 |
| #557 | 2007年2月10日 15:32 |                            |                                               |                           | 東京体育館 観客数: 4,300人 主審: 田中昭彦 副審: 西澤裕之 |

| #558 | 2007年2月10日 18:05 |                                |                                       |                           |                                                          |
| #558 | 2007年2月10日 18:05 | 日立佐和リヴァーレ （2勝10敗） | 1 - 3 (24-26) (25-23) (22-25) (13-25) | 岡山シーガルズ （5勝7敗） | 東京体育館 観客数: 2,500人 主審: 田野敏彦 副審: 及川千春 |
| #558 | 2007年2月10日 18:05 |                                |                                       |                           | 東京体育館 観客数: 2,500人 主審: 田野敏彦 副審: 及川千春 |

| #559 | 2007年2月10日 14:00 |                                   |                                       |                                     |                                                                    |
| #559 | 2007年2月10日 14:00 | トヨタ車体クインシーズ （3勝9敗） | 1 - 3 (32-30) (18-25) (20-25) (17-25) | デンソー・エアリービーズ （7勝5敗） | 川崎市とどろきアリーナ 観客数: 1,699人 主審: 勝又正 副審: 土佐和樹 |
| #559 | 2007年2月10日 14:00 |                                   |                                       |                                     | 川崎市とどろきアリーナ 観客数: 1,699人 主審: 勝又正 副審: 土佐和樹 |

| #560 | 2007年2月10日 16:40 |                              |                               |                                       |                                                                    |
| #560 | 2007年2月10日 16:40 | NECレッドロケッツ （3勝9敗） | 3 - 1 (21-25) (25-19) (25-21) | パイオニアレッドウィングス （7勝5敗） | 川崎市とどろきアリーナ 観客数: 2,600人 主審: 村上成司 副審: 江下毅 |
| #560 | 2007年2月10日 16:40 |                              |                               |                                       | 川崎市とどろきアリーナ 観客数: 2,600人 主審: 村上成司 副審: 江下毅 |

#### 2月11日
| #561 | 2007年2月11日 12:00 |                                       |                       |                           |                                                        |
| #561 | 2007年2月11日 12:00 | パイオニアレッドウィングス （7勝6敗） | 0 - 3 (23-25) (21-25) | 東レ・アローズ （7勝6敗） | 東京体育館 観客数: 4,200人 主審: 酒出修 副審: 高橋弘二 |
| #561 | 2007年2月11日 12:00 |                                       |                       |                           | 東京体育館 観客数: 4,200人 主審: 酒出修 副審: 高橋弘二 |

| #562 | 2007年2月11日 14:01 |                                |                                       |                           |                                                          |
| #562 | 2007年2月11日 14:01 | 日立佐和リヴァーレ （2勝11敗） | 1 - 3 (25-18) (21-25) (20-25) (18-25) | JTマーヴェラス （8勝5敗） | 東京体育館 観客数: 4,800人 主審: 大塚達也 副審: 堀越由高 |
| #562 | 2007年2月11日 14:01 |                                |                                       |                           | 東京体育館 観客数: 4,800人 主審: 大塚達也 副審: 堀越由高 |

| #563 | 2007年2月11日 16:25 |                                    |                                       |                            |                                                          |
| #563 | 2007年2月11日 16:25 | トヨタ車体クインシーズ （3勝10敗） | 1 - 3 (30-28) (26-28) (14-25) (21-25) | 武富士バンブー （11勝2敗） | 東京体育館 観客数: 3,700人 主審: 田野敏彦 副審: 饗庭和恵 |
| #563 | 2007年2月11日 16:25 |                                    |                                       |                            | 東京体育館 観客数: 3,700人 主審: 田野敏彦 副審: 饗庭和恵 |

| #564 | 2007年2月11日 13:00 |                                  |                               |                                     |                                                                  |
| #564 | 2007年2月11日 13:00 | 久光製薬スプリングス （11勝2敗） | 3 - 0 (25-17) (26-24) (25-16) | デンソー・エアリービーズ （7勝6敗） | 川崎市とどろきアリーナ 観客数: 1,400人 主審: 勝又正 副審: 澤達大 |
| #564 | 2007年2月11日 13:00 |                                  |                               |                                     | 川崎市とどろきアリーナ 観客数: 1,400人 主審: 勝又正 副審: 澤達大 |

| #565 | 2007年2月11日 15:00 |                              |                                       |                           |                                                                    |
| #565 | 2007年2月11日 15:00 | NECレッドロケッツ （4勝9敗） | 3 - 1 (25-18) (25-23) (22-25) (25-22) | 岡山シーガルズ （5勝8敗） | 川崎市とどろきアリーナ 観客数: 2,100人 主審: 江下毅 副審: 村上成司 |
| #565 | 2007年2月11日 15:00 |                              |                                       |                           | 川崎市とどろきアリーナ 観客数: 2,100人 主審: 江下毅 副審: 村上成司 |

#### 2月12日
| #566 | 2007年2月12日 12:00 |                                     |                                               |                           |                                                          |
| #566 | 2007年2月12日 12:00 | デンソー・エアリービーズ （8勝6敗） | 3 - 2 (25-14) (15-25) (20-25) (25-21) (15-12) | 東レ・アローズ （7勝7敗） | 東京体育館 観客数: 2,400人 主審: 高橋弘二 副審: 大塚達也 |
| #566 | 2007年2月12日 12:00 |                                     |                                               |                           | 東京体育館 観客数: 2,400人 主審: 高橋弘二 副審: 大塚達也 |

| #567 | 2007年2月12日 14:30 |                           |                               |                           |                                                        |
| #567 | 2007年2月12日 14:30 | 岡山シーガルズ （6勝8敗） | 3 - 0 (25-22) (25-13) (25-18) | JTマーヴェラス （8勝6敗） | 東京体育館 観客数: 3,800人 主審: 酒出修 副審: 田中昭彦 |
| #567 | 2007年2月12日 14:30 |                           |                               |                           | 東京体育館 観客数: 3,800人 主審: 酒出修 副審: 田中昭彦 |

| #568 | 2007年2月12日 16:14 |                                  |                               |                            |                                                        |
| #568 | 2007年2月12日 16:14 | 久光製薬スプリングス （12勝2敗） | 3 - 0 (25-18) (25-16) (25-20) | 武富士バンブー （11勝3敗） | 東京体育館 観客数: 3,000人 主審: 田野敏彦 副審: 水間尚 |
| #568 | 2007年2月12日 16:14 |                                  |                               |                            | 東京体育館 観客数: 3,000人 主審: 田野敏彦 副審: 水間尚 |

| #569 | 2007年2月12日 13:00 |                                       |                       |                                    |                                                          |
| #569 | 2007年2月12日 13:00 | パイオニアレッドウィングス （8勝6敗） | 3 - 0 (25-18) (25-20) | トヨタ車体クインシーズ （3勝11敗） | 東金アリーナ 観客数: 1,563人 主審: 勝又正 副審: 湯上準一 |
| #569 | 2007年2月12日 13:00 |                                       |                       |                                    | 東金アリーナ 観客数: 1,563人 主審: 勝又正 副審: 湯上準一 |

| #570 | 2007年2月12日 15:00 |                                |                               |                              |                                                          |
| #570 | 2007年2月12日 15:00 | 日立佐和リヴァーレ （2勝12敗） | 0 - 3 (16-25) (23-25) (18-25) | NECレッドロケッツ （5勝9敗） | 東金アリーナ 観客数: 1,417人 主審: 村上成司 副審: 江下毅 |
| #570 | 2007年2月12日 15:00 |                                |                               |                              | 東金アリーナ 観客数: 1,417人 主審: 村上成司 副審: 江下毅 |

#### 2月17日
| #571 | 2007年2月17日 13:00 |                           |                                               |                            |                                                                          |
| #571 | 2007年2月17日 13:00 | 東レ・アローズ （7勝8敗） | 2 - 3 (25-19) (24-26) (20-25) (25-23) (10-15) | 武富士バンブー （12勝3敗） | 山陽ふれあい公園総合体育館 観客数: 1,150人 主審: 中馬義郎 副審: 山本浩之 |
| #571 | 2007年2月17日 13:00 |                           |                                               |                            | 山陽ふれあい公園総合体育館 観客数: 1,150人 主審: 中馬義郎 副審: 山本浩之 |

| #572 | 2007年2月17日 15:35 |                           |                                               |                                       |                                                                            |
| #572 | 2007年2月17日 15:35 | 岡山シーガルズ （6勝9敗） | 2 - 3 (21-25) (19-25) (25-21) (25-19) (11-15) | パイオニアレッドウィングス （9勝6敗） | 山陽ふれあい公園総合体育館 観客数: 1,200人 主審: 阿部広太郎 副審: 代居正巳 |
| #572 | 2007年2月17日 15:35 |                           |                                               |                                       | 山陽ふれあい公園総合体育館 観客数: 1,200人 主審: 阿部広太郎 副審: 代居正巳 |

| #573 | 2007年2月17日 14:00 |                                    |                               |                              |                                                                |
| #573 | 2007年2月17日 14:00 | トヨタ車体クインシーズ （3勝12敗） | 0 - 3 (16-25) (22-25) (19-25) | NECレッドロケッツ （6勝9敗） | 姫路市立中央体育館 観客数: 3,200人 主審: 塚本健 副審: 田中昌宏 |
| #573 | 2007年2月17日 14:00 |                                    |                               |                              | 姫路市立中央体育館 観客数: 3,200人 主審: 塚本健 副審: 田中昌宏 |

| #574 | 2007年2月17日 15:50 |                           |                                              |                                     |                                                                  |
| #574 | 2007年2月17日 15:50 | JTマーヴェラス （9勝6敗） | 3 - 2 (29-27) (23-25) (25-19) (22-25) (15-9) | デンソー・エアリービーズ （8勝7敗） | 姫路市立中央体育館 観客数: 3,200人 主審: 冨田満 副審: 利根川忠史 |
| #574 | 2007年2月17日 15:50 |                           |                                              |                                     | 姫路市立中央体育館 観客数: 3,200人 主審: 冨田満 副審: 利根川忠史 |

| #575 | 2007年2月17日 14:00 |                                  |                               |                                |                                                                                  |
| #575 | 2007年2月17日 14:00 | 久光製薬スプリングス （13勝2敗） | 3 - 1 (28-26) (21-25) (25-21) | 日立佐和リヴァーレ （2勝13敗） | 小野市総合体育館（アルゴ） 観客数: 780人 主審: 田野昭彦 副審: グレッグ・ルーオー |
| #575 | 2007年2月17日 14:00 |                                  |                               |                                | 小野市総合体育館（アルゴ） 観客数: 780人 主審: 田野昭彦 副審: グレッグ・ルーオー |

#### 2月18日
| #576 | 2007年2月18日 13:00 |                           |                                       |                                    |                                                                          |
| #576 | 2007年2月18日 13:00 | 東レ・アローズ （8勝8敗） | 3 - 2 (25-21) (19-25) (16-25) (15-12) | トヨタ車体クインシーズ （3勝13敗） | 山陽ふれあい公園総合体育館 観客数: 950人 主審: 中馬義郎 副審: 千代延靖夫 |
| #576 | 2007年2月18日 13:00 |                           |                                       |                                    | 山陽ふれあい公園総合体育館 観客数: 950人 主審: 中馬義郎 副審: 千代延靖夫 |

| #577 | 2007年2月18日 15:35 |                            |                                               |                            |                                                                            |
| #577 | 2007年2月18日 15:35 | 岡山シーガルズ （6勝10敗） | 2 - 3 (22-25) (25-18) (18-25) (25-23) (13-15) | 武富士バンブー （13勝3敗） | 山陽ふれあい公園総合体育館 観客数: 1,050人 主審: 代居正巳 副審: 阿部広太郎 |
| #577 | 2007年2月18日 15:35 |                            |                                               |                            | 山陽ふれあい公園総合体育館 観客数: 1,050人 主審: 代居正巳 副審: 阿部広太郎 |

| #578 | 2007年2月18日 13:05 |                                |                                       |                                     |                                                                      |
| #578 | 2007年2月18日 13:05 | 日立佐和リヴァーレ （3勝13敗） | 3 - 1 (25-16) (25-21) (20-25) (25-22) | デンソー・エアリービーズ （8勝8敗） | 尼崎市記念公園総合体育館 観客数: 3,200人 主審: 冨田満 副審: 楳谷昌彦 |
| #578 | 2007年2月18日 13:05 |                                |                                       |                                     | 尼崎市記念公園総合体育館 観客数: 3,200人 主審: 冨田満 副審: 楳谷昌彦 |

| #579 | 2007年2月18日 15:26 |                            |                                               |                               |                                                                        |
| #579 | 2007年2月18日 15:26 | JTマーヴェラス （10勝6敗） | 3 - 2 (18-25) (25-19) (20-25) (25-18) (15-13) | NECレッドロケッツ （6勝10敗） | 尼崎市記念公園総合体育館 観客数: 3,400人 主審: 利根川忠史 副審: 塚本健 |
| #579 | 2007年2月18日 15:26 |                            |                                               |                               | 尼崎市記念公園総合体育館 観客数: 3,400人 主審: 利根川忠史 副審: 塚本健 |

| #580 | 2007年2月18日 13:00 |                                        |                                       |                                  |                                                                        |
| #580 | 2007年2月18日 13:00 | パイオニアレッドウィングス （10勝6敗） | 3 - 1 (27-25) (21-25) (25-22) (25-20) | 久光製薬スプリングス （13勝3敗） | 小野市総合体育館（アルゴ） 観客数: 887人 主審: 田野昭彦 副審: 北村友香 |
| #580 | 2007年2月18日 13:00 |                                        |                                       |                                  | 小野市総合体育館（アルゴ） 観客数: 887人 主審: 田野昭彦 副審: 北村友香 |

#### 2月24日
| #581 | 2007年2月24日 14:00 |                               |                               |                           |                                                                        |
| #581 | 2007年2月24日 14:00 | NECレッドロケッツ （7勝10敗） | 3 - 0 (25-18) (25-19) (30-28) | 東レ・アローズ （8勝9敗） | 滋賀県立体育館 観客数: 2,470人 主審: 田野敏彦 副審: グレッグ・ルーオー |
| #581 | 2007年2月24日 14:00 |                               |                               |                           | 滋賀県立体育館 観客数: 2,470人 主審: 田野敏彦 副審: グレッグ・ルーオー |

| #582 | 2007年2月24日 14:02 |                            |                                               |                                        |                                                              |
| #582 | 2007年2月24日 14:02 | JTマーヴェラス （10勝7敗） | 2 - 3 (25-23) (22-25) (17-25) (25-16) (12-15) | パイオニアレッドウィングス （11勝6敗） | 京都府立体育館 観客数: 3,440人 主審: 小林朝実 副審: 北村友香 |
| #582 | 2007年2月24日 14:02 |                            |                                               |                                        | 京都府立体育館 観客数: 3,440人 主審: 小林朝実 副審: 北村友香 |

| #583 | 2007年2月24日 16:30 |                            |                                       |                                  |                                                            |
| #583 | 2007年2月24日 16:30 | 岡山シーガルズ （7勝10敗） | 3 - 1 (25-19) (26-24) (17-25) (25-12) | 久光製薬スプリングス （13勝4敗） | 京都府立体育館 観客数: 3,821人 主審: 酒出修 副審: 小野将人 |
| #583 | 2007年2月24日 16:30 |                            |                                       |                                  | 京都府立体育館 観客数: 3,821人 主審: 酒出修 副審: 小野将人 |

| #584 | 2007年2月24日 14:00 |                            |                                               |                                     |                                                                        |
| #584 | 2007年2月24日 14:00 | 武富士バンブー （14勝3敗） | 3 - 2 (28-30) (14-25) (25-22) (25-18) (17-15) | デンソー・エアリービーズ （8勝9敗） | 奈良県立橿原公苑第一体育館 観客数: 1,500人 主審: 村上成司 副審: 杉直樹 |
| #584 | 2007年2月24日 14:00 |                            |                                               |                                     | 奈良県立橿原公苑第一体育館 観客数: 1,500人 主審: 村上成司 副審: 杉直樹 |

| #585 | 2007年2月24日 16:40 |                                    |                                       |                                |                                                                          |
| #585 | 2007年2月24日 16:40 | トヨタ車体クインシーズ （3勝14敗） | 1 - 3 (25-22) (19-25) (23-25) (28-30) | 日立佐和リヴァーレ （4勝13敗） | 奈良県立橿原公苑第一体育館 観客数: 1,500人 主審: 高橋弘二 副審: 大塚春夫 |
| #585 | 2007年2月24日 16:40 |                                    |                                       |                                | 奈良県立橿原公苑第一体育館 観客数: 1,500人 主審: 高橋弘二 副審: 大塚春夫 |

#### 2月25日
| #586 | 2007年2月25日 13:00 |                            |                                               |                            |                                                              |
| #586 | 2007年2月25日 13:00 | JTマーヴェラス （11勝7敗） | 3 - 2 (21-25) (17-25) (25-21) (25-13) (15-13) | 東レ・アローズ （8勝10敗） | 滋賀県立体育館 観客数: 3,070人 主審: 小林朝実 副審: 小野将人 |
| #586 | 2007年2月25日 13:00 |                            |                                               |                            | 滋賀県立体育館 観客数: 3,070人 主審: 小林朝実 副審: 小野将人 |

| #587 | 2007年2月25日 13:00 |                                |                                      |                                        |                                                            |
| #587 | 2007年2月25日 13:00 | 日立佐和リヴァーレ （4勝14敗） | 2 - 3 (25-20) (25-21) (18-25) (5-15) | パイオニアレッドウィングス （12勝6敗） | 京都府立体育館 観客数: 1,530人 主審: 北村友香 副審: 酒出修 |
| #587 | 2007年2月25日 13:00 |                                |                                      |                                        | 京都府立体育館 観客数: 1,530人 主審: 北村友香 副審: 酒出修 |

| #588 | 2007年2月25日 15:35 |                                      |                                       |                            |                                                                        |
| #588 | 2007年2月25日 15:35 | デンソー・エアリービーズ （8勝10敗） | 1 - 3 (22-25) (25-18) (26-28) (17-25) | 岡山シーガルズ （8勝10敗） | 京都府立体育館 観客数: 1,770人 主審: 田野敏彦 副審: グレッグ・ルーオー |
| #588 | 2007年2月25日 15:35 |                                      |                                       |                            | 京都府立体育館 観客数: 1,770人 主審: 田野敏彦 副審: グレッグ・ルーオー |

| #589 | 2007年2月25日 13:05 |                               |                                       |                            |                                                                        |
| #589 | 2007年2月25日 13:05 | NECレッドロケッツ （8勝10敗） | 3 - 1 (25-17) (23-25) (26-24) (27-25) | 武富士バンブー （14勝4敗） | 奈良県立橿原公苑第一体育館 観客数: 2,100人 主審: 村上成司 副審: 杉直樹 |
| #589 | 2007年2月25日 13:05 |                               |                                       |                            | 奈良県立橿原公苑第一体育館 観客数: 2,100人 主審: 村上成司 副審: 杉直樹 |

| #590 | 2007年2月25日 15:37 |                                    |                       |                                  |                                                                          |
| #590 | 2007年2月25日 15:37 | トヨタ車体クインシーズ （3勝15敗） | 0 - 3 (19-25) (21-25) | 久光製薬スプリングス （14勝4敗） | 奈良県立橿原公苑第一体育館 観客数: 2,200人 主審: 高橋弘二 副審: 大塚春夫 |
| #590 | 2007年2月25日 15:37 |                                    |                       |                                  | 奈良県立橿原公苑第一体育館 観客数: 2,200人 主審: 高橋弘二 副審: 大塚春夫 |

#### 2Legの結果
| 順位 | チーム名                   | 試合数 | 勝数 | 敗数 | 勝率  | 備考           |
| ---- | -------------------------- | ------ | ---- | ---- | ----- | -------------- |
| 1    | NECレッドロケッツ          | 9      | 7    | 2    | 0.778 | セット率 2.667 |
| 2    | 武富士バンブー             | 9      | 7    | 2    | 0.778 | セット率 1.222 |
| 3    | 久光製薬スプリングス       | 9      | 6    | 3    | 0.667 | セット率 1.692 |
| 4    | パイオニアレッドウィングス | 9      | 6    | 3    | 0.667 | セット率 1.167 |
| 5    | JTマーヴェラス             | 9      | 6    | 3    | 0.667 | セット率 1.100 |
| 6    | 岡山シーガルズ             | 9      | 5    | 4    | 0.556 |                |
| 7    | 日立佐和リヴァーレ         | 9      | 3    | 6    | 0.333 |                |
| 8    | 東レ・アローズ             | 9      | 2    | 7    | 0.222 | セット率 0.739 |
| 9    | デンソー・エアリービーズ   | 9      | 2    | 7    | 0.222 | セット率 0.583 |
| 10   | トヨタ車体クインシーズ     | 9      | 1    | 8    | 0.111 |                |

### 3Leg

#### 3月3日
| #591 | 2007年3月3日 13:05 |                                        |                                               |                            |                                                                     |
| #591 | 2007年3月3日 13:05 | パイオニアレッドウィングス （13勝6敗） | 3 - 2 (25-22) (25-16) (20-25) (14-25) (15-12) | 東レ・アローズ （8勝11敗） | 川越運動公園総合体育館 観客数: 人 主審: 利根川忠史 副審: 小野沢一宏 |
| #591 | 2007年3月3日 13:05 |                                        |                                               |                            | 川越運動公園総合体育館 観客数: 人 主審: 利根川忠史 副審: 小野沢一宏 |

| #592 | 2007年3月3日 15:36 |                            |                                               |                               |                                                                        |
| #592 | 2007年3月3日 15:36 | 武富士バンブー （14勝5敗） | 2 - 3 (25-23) (25-21) (22-25) (20-25) (10-15) | NECレッドロケッツ （9勝10敗） | 川越運動公園総合体育館 観客数: 2,034人 主審: 阿部広太郎 副審: 三見洋子 |
| #592 | 2007年3月3日 15:36 |                            |                                               |                               | 川越運動公園総合体育館 観客数: 2,034人 主審: 阿部広太郎 副審: 三見洋子 |

| #593 | 2007年3月3日 13:06 |                                  |                               |                            |                                                                        |
| #593 | 2007年3月3日 13:06 | 久光製薬スプリングス （15勝4敗） | 3 - 0 (25-18) (25-13) (25-15) | 岡山シーガルズ （8勝11敗） | 浦安市運動公園総合体育館 観客数: 1,686人 主審: 村上成司 副審: 田野敏彦 |
| #593 | 2007年3月3日 13:06 |                                  |                               |                            | 浦安市運動公園総合体育館 観客数: 1,686人 主審: 村上成司 副審: 田野敏彦 |

| #594 | 2007年3月3日 15:00 |                            |                                               |                                    |                                                                  |
| #594 | 2007年3月3日 15:00 | JTマーヴェラス （12勝7敗） | 3 - 2 (26-24) (25-15) (26-28) (15-25) (15-13) | トヨタ車体クインシーズ （3勝16敗） | 浦安市運動公園総合体育館 観客数: 1,864人 主審: 冨田満 副審: 坪誠 |
| #594 | 2007年3月3日 15:00 |                            |                                               |                                    | 浦安市運動公園総合体育館 観客数: 1,864人 主審: 冨田満 副審: 坪誠 |

| #595 | 2007年3月3日 13:02 |                                |                               |                                      |                                                                |
| #595 | 2007年3月3日 13:02 | 日立佐和リヴァーレ （5勝14敗） | 3 - 0 (25-19) (25-17) (25-20) | デンソー・エアリービーズ （8勝11敗） | かなくぼ総合体育館 観客数: 972人 主審: 小林朝実 副審: 野村考一 |
| #595 | 2007年3月3日 13:02 |                                |                               |                                      | かなくぼ総合体育館 観客数: 972人 主審: 小林朝実 副審: 野村考一 |

#### 3月4日
| #596 | 2007年3月4日 13:00 |                                        |                               |                                |                                                                        |
| #596 | 2007年3月4日 13:00 | パイオニアレッドウィングス （13勝7敗） | 0 - 3 (26-28) (21-25) (22-25) | NECレッドロケッツ （10勝10敗） | 川越運動公園総合体育館 観客数: 2,742人 主審: 利根川忠史 副審: 中里明啓 |
| #596 | 2007年3月4日 13:00 |                                        |                               |                                | 川越運動公園総合体育館 観客数: 2,742人 主審: 利根川忠史 副審: 中里明啓 |

| #597 | 2007年3月4日 15:00 |                            |                                       |                            |                                                                        |
| #597 | 2007年3月4日 15:00 | JTマーヴェラス （13勝7敗） | 3 - 1 (25-18) (23-25) (25-23) (25-20) | 武富士バンブー （14勝6敗） | 川越運動公園総合体育館 観客数: 2,532人 主審: 三見洋子 副審: 阿部広太郎 |
| #597 | 2007年3月4日 15:00 |                            |                                       |                            | 川越運動公園総合体育館 観客数: 2,532人 主審: 三見洋子 副審: 阿部広太郎 |

| #598 | 2007年3月4日 13:00 |                            |                                       |                                    |                                                                      |
| #598 | 2007年3月4日 13:00 | 東レ・アローズ （8勝12敗） | 1 - 3 (25-20) (21-25) (17-25) (21-25) | トヨタ車体クインシーズ （4勝16敗） | 浦安市運動公園総合体育館 観客数: 1,401人 主審: 田野敏彦 副審: 杉山哲 |
| #598 | 2007年3月4日 13:00 |                            |                                       |                                    | 浦安市運動公園総合体育館 観客数: 1,401人 主審: 田野敏彦 副審: 杉山哲 |

| #599 | 2007年3月4日 15:25 |                                      |                               |                            |                                                                      |
| #599 | 2007年3月4日 15:25 | デンソー・エアリービーズ （9勝11敗） | 3 - 0 (25-19) (25-16) (26-24) | 岡山シーガルズ （8勝12敗） | 浦安市運動公園総合体育館 観客数: 1,785人 主審: 村上成司 副審: 冨田満 |
| #599 | 2007年3月4日 15:25 |                                      |                               |                            | 浦安市運動公園総合体育館 観客数: 1,785人 主審: 村上成司 副審: 冨田満 |

| #600 | 2007年3月4日 13:00 |                                |                               |                                  |                                                                  |
| #600 | 2007年3月4日 13:00 | 日立佐和リヴァーレ （5勝15敗） | 0 - 3 (19-25) (23-25) (18-25) | 久光製薬スプリングス （16勝4敗） | かなくぼ総合体育館 観客数: 1,298人 主審: 小林朝実 副審: 野村考一 |
| #600 | 2007年3月4日 13:00 |                                |                               |                                  | かなくぼ総合体育館 観客数: 1,298人 主審: 小林朝実 副審: 野村考一 |

#### 3月10日
| #601 | 2007年3月10日 14:00 |                                      |                               |                            |                                                                  |
| #601 | 2007年3月10日 14:00 | デンソー・エアリービーズ （9勝12敗） | 0 - 3 (17-25) (22-25) (21-25) | 東レ・アローズ （9勝12敗） | 八尾市立総合体育館 観客数: 1,100人 主審: 田野昭彦 副審: 西中野健 |
| #601 | 2007年3月10日 14:00 |                                      |                               |                            | 八尾市立総合体育館 観客数: 1,100人 主審: 田野昭彦 副審: 西中野健 |

| #602 | 2007年3月10日 16:00 |                            |                                       |                                    |                                                                |
| #602 | 2007年3月10日 16:00 | 岡山シーガルズ （9勝12敗） | 3 - 1 (17-25) (25-16) (25-12) (25-23) | トヨタ車体クインシーズ （4勝17敗） | 八尾市立総合体育館 観客数: 1,350人 主審: 江下毅 副審: 小林大樹 |
| #602 | 2007年3月10日 16:00 |                            |                                       |                                    | 八尾市立総合体育館 観客数: 1,350人 主審: 江下毅 副審: 小林大樹 |

| #603 | 2007年3月10日 11:00 |                            |                                       |                                        |                                                                    |
| #603 | 2007年3月10日 11:00 | 武富士バンブー （15勝6敗） | 3 - 1 (25-23) (21-25) (25-20) (28-26) | パイオニアレッドウィングス （13勝6敗） | 加古川市立総合体育館 観客数: 3,000人 主審: 芦田光巨 副審: 田野敏彦 |
| #603 | 2007年3月10日 11:00 |                            |                                       |                                        | 加古川市立総合体育館 観客数: 3,000人 主審: 芦田光巨 副審: 田野敏彦 |

| #604 | 2007年3月10日 13:20 |                            |                               |                                |                                                                    |
| #604 | 2007年3月10日 13:20 | JTマーヴェラス （14勝7敗） | 3 - 0 (25-19) (25-21) (27-25) | 日立佐和リヴァーレ （5勝16敗） | 加古川市立総合体育館 観客数: 3,400人 主審: 中馬義朗 副審: 荒木和仁 |
| #604 | 2007年3月10日 13:20 |                            |                               |                                | 加古川市立総合体育館 観客数: 3,400人 主審: 中馬義朗 副審: 荒木和仁 |

| #605 | 2007年3月10日 15:11 |                                  |                               |                                |                                                                              |
| #605 | 2007年3月10日 15:11 | 久光製薬スプリングス （16勝5敗） | 1 - 3 (19-25) (25-23) (28-30) | NECレッドロケッツ （11勝10敗） | 加古川市立総合体育館 観客数: 3,400人 主審: グレッグ・ルーオー 副審: 石井洋壮 |
| #605 | 2007年3月10日 15:11 |                                  |                               |                                | 加古川市立総合体育館 観客数: 3,400人 主審: グレッグ・ルーオー 副審: 石井洋壮 |

#### 3月11日
| #606 | 2007年3月11日 13:00 |                            |                                              |                                |                                                                |
| #606 | 2007年3月11日 13:00 | 岡山シーガルズ （9勝13敗） | 2 - 3 (25-22) (25-23) (19-25) (21-25) (8-15) | NECレッドロケッツ （12勝10敗） | 八尾市立総合体育館 観客数: 950人 主審: 田野昭彦 副審: 新道哲郎 |
| #606 | 2007年3月11日 13:00 |                            |                                              |                                | 八尾市立総合体育館 観客数: 950人 主審: 田野昭彦 副審: 新道哲郎 |

| #607 | 2007年3月11日 15:40 |                                    |                                       |                                |                                                              |
| #607 | 2007年3月11日 15:40 | トヨタ車体クインシーズ （5勝17敗） | 3 - 1 (25-18) (19-25) (25-20) (25-17) | 日立佐和リヴァーレ （5勝17敗） | 八尾市立総合体育館 観客数: 860人 主審: 田野敏彦 副審: 建井敬 |
| #607 | 2007年3月11日 15:40 |                                    |                                       |                                | 八尾市立総合体育館 観客数: 860人 主審: 田野敏彦 副審: 建井敬 |

| #608 | 2007年3月11日 11:05 |                            |                               |                                      | |
| #608 | 2007年3月11日 11:05 | 武富士バンブー （16勝6敗） | 3 - 1 (23-25) (25-23) (26-24) | デンソー・エアリービーズ （9勝13敗） | 神戸総合運動公園体育館（グリーンアリーナ神戸） 観客数: 4,500人 主審: グレッグ・ルーオー 副審: 中馬義朗 |
| #608 | 2007年3月11日 11:05 |                            |                               |                                      | 神戸総合運動公園体育館（グリーンアリーナ神戸） 観客数: 4,500人 主審: グレッグ・ルーオー 副審: 中馬義朗 |

| #609 | 2007年3月11日 13:40 |                            |                                              |                            |                                                                                              |
| #609 | 2007年3月11日 13:40 | JTマーヴェラス （15勝7敗） | 3 - 2 (25-16) (19-25) (23-25) (25-20) (15-5) | 東レ・アローズ （9勝13敗） | 神戸総合運動公園体育館（グリーンアリーナ神戸） 観客数: 5,500人 主審: 芦田光巨 副審: 楳谷昌彦 |
| #609 | 2007年3月11日 13:40 |                            |                                              |                            | 神戸総合運動公園体育館（グリーンアリーナ神戸） 観客数: 5,500人 主審: 芦田光巨 副審: 楳谷昌彦 |

| #610 | 2007年3月11日 16:00 |                                  |                                       |                                        |                                                                                              |
| #610 | 2007年3月11日 16:00 | 久光製薬スプリングス （16勝6敗） | 1 - 3 (15-25) (25-22) (18-25) (20-25) | パイオニアレッドウィングス （14勝8敗） | 神戸総合運動公園体育館（グリーンアリーナ神戸） 観客数: 5,500人 主審: 石井洋壮 副審: 北村友香 |
| #610 | 2007年3月11日 16:00 |                                  |                                       |                                        | 神戸総合運動公園体育館（グリーンアリーナ神戸） 観客数: 5,500人 主審: 石井洋壮 副審: 北村友香 |

#### 3月17日
| #611 | 2007年3月17日 11:00 |                            |                                       |                                      | |
| #611 | 2007年3月17日 11:00 | JTマーヴェラス （16勝7敗） | 3 - 1 (25-27) (25-18) (25-16) (25-13) | デンソー・エアリービーズ （9勝14敗） | 小牧市スポーツ公園総合体育館（パークアリーナ小牧） 観客数: 3,850人 主審: 田中昭彦 副審: 阿部広太郎 |
| #611 | 2007年3月17日 11:00 |                            |                                       |                                      | 小牧市スポーツ公園総合体育館（パークアリーナ小牧） 観客数: 3,850人 主審: 田中昭彦 副審: 阿部広太郎 |

| #612 | 2007年3月17日 14:00 |                                        |                               |                                    |                                                              |
| #612 | 2007年3月17日 14:00 | パイオニアレッドウィングス （15勝8敗） | 3 - 0 (25-16) (25-18) (26-24) | トヨタ車体クインシーズ （5勝18敗） | 関市総合体育館 観客数: 2,579人 主審: 高橋弘二 副審: 小林健夫 |
| #612 | 2007年3月17日 14:00 |                                        |                               |                                    | 関市総合体育館 観客数: 2,579人 主審: 高橋弘二 副審: 小林健夫 |

| #613 | 2007年3月17日 16:00 |                            |                               |                             |                                                              |
| #613 | 2007年3月17日 16:00 | 東レ・アローズ （9勝14敗） | 0 - 3 (20-25) (19-25) (20-25) | 岡山シーガルズ （10勝13敗） | 関市総合体育館 観客数: 2,945人 主審: 山本昭良 副審: 三見洋子 |
| #613 | 2007年3月17日 16:00 |                            |                               |                             | 関市総合体育館 観客数: 2,945人 主審: 山本昭良 副審: 三見洋子 |

| #614 | 2007年3月17日 14:00 |                            |                                       |                                  |                                                                  |
| #614 | 2007年3月17日 14:00 | 武富士バンブー （16勝7敗） | 1 - 3 (25-23) (20-25) (19-25) (10-25) | 久光製薬スプリングス （17勝6敗） | 三重県営サンアリーナ 観客数: 2,627人 主審: 冨田満 副審: 北村友香 |
| #614 | 2007年3月17日 14:00 |                            |                                       |                                  | 三重県営サンアリーナ 観客数: 2,627人 主審: 冨田満 副審: 北村友香 |

| #615 | 2007年3月17日 16:15 |                                |                                       |                                |                                                                  |
| #615 | 2007年3月17日 16:15 | NECレッドロケッツ （13勝10敗） | 3 - 1 (25-17) (23-25) (25-19) (25-18) | 日立佐和リヴァーレ （5勝18敗） | 三重県営サンアリーナ 観客数: 2,627人 主審: 田野昭彦 副審: 城智人 |
| #615 | 2007年3月17日 16:15 |                                |                                       |                                | 三重県営サンアリーナ 観客数: 2,627人 主審: 田野昭彦 副審: 城智人 |

#### 3月18日
| #616 | 2007年3月18日 16:15 |                                       |                                       |                                    |                                                                        |
| #616 | 2007年3月18日 16:15 | デンソー・エアリービーズ （10勝14敗） | 3 - 1 (25-18) (21-25) (25-20) (25-14) | トヨタ車体クインシーズ （5勝19敗） | 岡崎中央総合公園総合体育館 観客数: 3,740人 主審: 江下毅 副審: 田中昭彦 |
| #616 | 2007年3月18日 16:15 |                                       |                                       |                                    | 岡崎中央総合公園総合体育館 観客数: 3,740人 主審: 江下毅 副審: 田中昭彦 |

| #617 | 2007年3月18日 13:00 |                            |                               |                             |                                                                      |
| #617 | 2007年3月18日 13:00 | 武富士バンブー （17勝7敗） | 3 - 0 (25-22) (25-18) (25-12) | 岡山シーガルズ （10勝14敗） | 東美濃ふれあいセンター 観客数: 2,916人 主審: 山本昭良 副審: 新海正和 |
| #617 | 2007年3月18日 13:00 |                            |                               |                             | 東美濃ふれあいセンター 観客数: 2,916人 主審: 山本昭良 副審: 新海正和 |

| #618 | 2007年3月18日 15:00 |                                |                                               |                            |                                                                      |
| #618 | 2007年3月18日 15:00 | NECレッドロケッツ （14勝10敗） | 3 - 2 (27-25) (25-21) (18-25) (21-25) (15-12) | 東レ・アローズ （9勝15敗） | 東美濃ふれあいセンター 観客数: 3,011人 主審: 高橋弘二 副審: 三見洋子 |
| #618 | 2007年3月18日 15:00 |                                |                                               |                            | 東美濃ふれあいセンター 観客数: 3,011人 主審: 高橋弘二 副審: 三見洋子 |

| #619 | 2007年3月18日 13:08 |                                        |                               |                                |                                                            |
| #619 | 2007年3月18日 13:08 | パイオニアレッドウィングス （16勝8敗） | 3 - 1 (22-25) (25-19) (25-18) | 日立佐和リヴァーレ （5勝19敗） | 鈴鹿市立体育館 観客数: 3,500人 主審: 田野昭彦 副審: 城智人 |
| #619 | 2007年3月18日 13:08 |                                        |                               |                                | 鈴鹿市立体育館 観客数: 3,500人 主審: 田野昭彦 副審: 城智人 |

| #620 | 2007年3月18日 15:20 |                            |                               |                                  |                                                            |
| #620 | 2007年3月18日 15:20 | JTマーヴェラス （17勝7敗） | 3 - 0 (25-19) (28-26) (25-16) | 久光製薬スプリングス （17勝7敗） | 鈴鹿市立体育館 観客数: 3,500人 主審: 冨田満 副審: 北村友香 |
| #620 | 2007年3月18日 15:20 |                            |                               |                                  | 鈴鹿市立体育館 観客数: 3,500人 主審: 冨田満 副審: 北村友香 |

#### 3月24日
| #621 | 2007年3月24日 14:00 |                                        |                               |                                       |                                                                          |
| #621 | 2007年3月24日 14:00 | パイオニアレッドウィングス （17勝8敗） | 3 - 0 (25-23) (27-25) (25-20) | デンソー・エアリービーズ （10勝15敗） | 山形市総合スポーツセンター 観客数: 2,370人 主審: 田野昭彦 副審: 北村友香 |
| #621 | 2007年3月24日 14:00 |                                        |                               |                                       | 山形市総合スポーツセンター 観客数: 2,370人 主審: 田野昭彦 副審: 北村友香 |

| #622 | 2007年3月24日 14:00 |                            |                       |                                  |                                                              |
| #622 | 2007年3月24日 14:00 | 東レ・アローズ （9勝16敗） | 0 - 3 (24-26) (22-25) | 久光製薬スプリングス （18勝7敗） | 岩手県営体育館 観客数: 1,557人 主審: 印藤智一 副審: 明井寿枝 |
| #622 | 2007年3月24日 14:00 |                            |                       |                                  | 岩手県営体育館 観客数: 1,557人 主審: 印藤智一 副審: 明井寿枝 |

| #623 | 2007年3月24日 16:00 |                            |                       |                                |                                                                |
| #623 | 2007年3月24日 16:00 | 武富士バンブー （18勝7敗） | 3 - 0 (25-18) (25-23) | 日立佐和リヴァーレ （5勝20敗） | 岩手県営体育館 観客数: 1,627人 主審: 阿部広太郎 副審: 川地邦宏 |
| #623 | 2007年3月24日 16:00 |                            |                       |                                | 岩手県営体育館 観客数: 1,627人 主審: 阿部広太郎 副審: 川地邦宏 |

| #624 | 2007年3月24日 14:00 |                            |                               |                             |                                                                    |
| #624 | 2007年3月24日 14:00 | JTマーヴェラス （18勝7敗） | 3 - 0 (25-12) (27-25) (25-17) | 岡山シーガルズ （10勝15敗） | 大崎市古川総合体育館 観客数: 2,100人 主審: 小林朝実 副審: 佐々木功 |
| #624 | 2007年3月24日 14:00 |                            |                               |                             | 大崎市古川総合体育館 観客数: 2,100人 主審: 小林朝実 副審: 佐々木功 |

| #625 | 2007年3月24日 16:00 |                                    |                                       |                                |                                                                    |
| #625 | 2007年3月24日 16:00 | トヨタ車体クインシーズ （5勝20敗） | 1 - 3 (25-21) (21-25) (20-25) (19-25) | NECレッドロケッツ （15勝10敗） | 大崎市古川総合体育館 観客数: 2,170人 主審: 村上成司 副審: 三見洋子 |
| #625 | 2007年3月24日 16:00 |                                    |                                       |                                | 大崎市古川総合体育館 観客数: 2,170人 主審: 村上成司 副審: 三見洋子 |

#### 3月25日
| #626 | 2007年3月25日 13:05 |                                        |                               |                             |                                                                          |
| #626 | 2007年3月25日 13:05 | パイオニアレッドウィングス （18勝8敗） | 3 - 1 (25-16) (21-25) (25-17) | 岡山シーガルズ （10勝16敗） | 山形市総合スポーツセンター 観客数: 2,595人 主審: 田野昭彦 副審: 北村友香 |
| #626 | 2007年3月25日 13:05 |                                        |                               |                             | 山形市総合スポーツセンター 観客数: 2,595人 主審: 田野昭彦 副審: 北村友香 |

| #627 | 2007年3月25日 13:00 |                                       |                                               |                                  |                                                                |
| #627 | 2007年3月25日 13:00 | デンソー・エアリービーズ （10勝16敗） | 2 - 3 (23-25) (18-25) (25-23) (25-21) (11-15) | 久光製薬スプリングス （19勝7敗） | 岩手県営体育館 観客数: 1,332人 主審: 阿部広太郎 副審: 川地邦宏 |
| #627 | 2007年3月25日 13:00 |                                       |                                               |                                  | 岩手県営体育館 観客数: 1,332人 主審: 阿部広太郎 副審: 川地邦宏 |

| #628 | 2007年3月25日 15:40 |                             |                               |                                |                                                              |
| #628 | 2007年3月25日 15:40 | 東レ・アローズ （10勝16敗） | 3 - 0 (25-21) (25-23) (25-17) | 日立佐和リヴァーレ （5勝21敗） | 岩手県営体育館 観客数: 1,332人 主審: 印藤智一 副審: 明井寿枝 |
| #628 | 2007年3月25日 15:40 |                             |                               |                                | 岩手県営体育館 観客数: 1,332人 主審: 印藤智一 副審: 明井寿枝 |

| #629 | 2007年3月25日 13:00 |                                |                                       |                            |                                                            |
| #629 | 2007年3月25日 13:00 | NECレッドロケッツ （15勝11敗） | 1 - 3 (25-18) (29-31) (19-25) (22-25) | JTマーヴェラス （19勝7敗） | 塩竈市体育館 観客数: 3,150人 主審: 村上成司 副審: 高橋宏明 |
| #629 | 2007年3月25日 13:00 |                                |                                       |                            | 塩竈市体育館 観客数: 3,150人 主審: 村上成司 副審: 高橋宏明 |

| #630 | 2007年3月25日 15:20 |                                    |                               |                            |                                                            |
| #630 | 2007年3月25日 15:20 | トヨタ車体クインシーズ （5勝21敗） | 0 - 3 (19-25) (25-27) (22-25) | 武富士バンブー （19勝7敗） | 塩竈市体育館 観客数: 2,800人 主審: 三見洋子 副審: 佐々木功 |
| #630 | 2007年3月25日 15:20 |                                    |                               |                            | 塩竈市体育館 観客数: 2,800人 主審: 三見洋子 副審: 佐々木功 |

#### 3月31日
| #631 | 2007年3月31日 14:00 |                                |                                               |                                       |                                                              |
| #631 | 2007年3月31日 14:00 | NECレッドロケッツ （15勝12敗） | 2 - 3 (25-19) (20-25) (25-16) (30-32) (13-15) | デンソー・エアリービーズ （11勝16敗） | 有明コロシアム 観客数: 2,200人 主審: 中馬義朗 副審: 代居正巳 |
| #631 | 2007年3月31日 14:00 |                                |                                               |                                       | 有明コロシアム 観客数: 2,200人 主審: 中馬義朗 副審: 代居正巳 |

| #632 | 2007年3月31日 14:00 |                                        |                                       |                            |                                                                              |
| #632 | 2007年3月31日 14:00 | パイオニアレッドウィングス （18勝9敗） | 1 - 3 (25-20) (16-25) (20-25) (23-25) | JTマーヴェラス （20勝7敗） | 山形県総合運動公園総合体育館 観客数: 5,130人 主審: 村上成司 副審: 阿部広太郎 |
| #632 | 2007年3月31日 14:00 |                                        |                                       |                            | 山形県総合運動公園総合体育館 観客数: 5,130人 主審: 村上成司 副審: 阿部広太郎 |

| #633 | 2007年3月31日 14:05 |                             |                                              |                            |                                                                  |
| #633 | 2007年3月31日 14:05 | 東レ・アローズ （11勝16敗） | 3 - 2 (20-25) (25-27) (25-23) (28-26) (15-9) | 武富士バンブー （19勝8敗） | 深谷ビッグタートル 観客数: 2,077人 主審: 田野昭彦 副審: 北村友香 |
| #633 | 2007年3月31日 14:05 |                             |                                              |                            | 深谷ビッグタートル 観客数: 2,077人 主審: 田野昭彦 副審: 北村友香 |

| #634 | 2007年3月31日 13:02 |                             |                                               |                                |                                                                  |
| #634 | 2007年3月31日 13:02 | 岡山シーガルズ （10勝17敗） | 2 - 3 (23-25) (25-23) (25-16) (21-25) (10-15) | 日立佐和リヴァーレ （6勝21敗） | 西部総合公園体育館 観客数: 1,490人 主審: 田中昭彦 副審: 野村考一 |
| #634 | 2007年3月31日 13:02 |                             |                                               |                                | 西部総合公園体育館 観客数: 1,490人 主審: 田中昭彦 副審: 野村考一 |

| #635 | 2007年3月31日 13:03 |                                    |                               |                                  |                                                                      |
| #635 | 2007年3月31日 13:03 | トヨタ車体クインシーズ （5勝22敗） | 0 - 3 (20-25) (23-25) (22-25) | 久光製薬スプリングス （20勝7敗） | 安城市体育館 観客数: 1,850人 主審: グレッグ・ルーオー 副審: 横山寿一 |
| #635 | 2007年3月31日 13:03 |                                    |                               |                                  | 安城市体育館 観客数: 1,850人 主審: グレッグ・ルーオー 副審: 横山寿一 |

#### 3Legの結果
| 順位 | チーム名                   | 試合数 | 勝数 | 敗数 | 勝率  | 備考           |
| ---- | -------------------------- | ------ | ---- | ---- | ----- | -------------- |
| 1    | JTマーヴェラス             | 9      | 9    | 0    | 1.000 |                |
| 2    | NECレッドロケッツ          | 9      | 7    | 2    | 0.778 |                |
| 3    | 久光製薬スプリングス       | 9      | 6    | 3    | 0.667 | セット率 1.667 |
| 4    | パイオニアレッドウィングス | 9      | 6    | 3    | 0.667 | セット率 1.429 |
| 5    | 武富士バンブー             | 9      | 5    | 4    | 0.556 |                |
| 6    | 東レ・アローズ             | 9      | 3    | 6    | 0.333 | セット率 0.800 |
| 7    | デンソー・エアリービーズ   | 9      | 3    | 6    | 0.333 | セット率 0.619 |
| 8    | 岡山シーガルズ             | 9      | 2    | 7    | 0.222 | セット率 0.500 |
| 9    | トヨタ車体クインシーズ     | 9      | 2    | 7    | 0.222 | セット率 0.478 |
| 10   | 日立佐和リヴァーレ         | 9      | 2    | 7    | 0.222 | セット率 0.391 |

### レギュラーラウンドの結果
| 順位 | チーム名                   | 試合数 | 勝数 | 敗数 | 勝率  | 備考           |
| ---- | -------------------------- | ------ | ---- | ---- | ----- | -------------- |
| 1    | 久光製薬スプリングス       | 27     | 20   | 7    | 0.741 | セット率 1.886 |
| 2    | JTマーヴェラス             | 27     | 20   | 7    | 0.741 | セット率 1.605 |
| 3    | 武富士バンブー             | 27     | 19   | 8    | 0.704 |                |
| 4    | パイオニアレッドウィングス | 27     | 18   | 9    | 0.667 |                |
| 5    | NECレッドロケッツ          | 27     | 15   | 12   | 0.556 |                |
| 6    | 東レ・アローズ             | 27     | 11   | 16   | 0.407 | セット率 0.914 |
| 7    | デンソー・エアリービーズ   | 27     | 11   | 16   | 0.407 | セット率 0.770 |
| 8    | 岡山シーガルズ             | 27     | 10   | 17   | 0.370 |                |
| 9    | 日立佐和リヴァーレ         | 27     | 6    | 21   | 0.222 |                |
| 10   | トヨタ車体クインシーズ     | 27     | 5    | 22   | 0.185 |                |

### セミファイナルラウンド

#### 4月6日
| #636 | 2007年4月6日 16:01 |                                          |                               |                                                |                                                            |
| #636 | 2007年4月6日 16:01 | JTマーヴェラス （レギュラーラウンド2位） | 0 - 3 (23-25) (24-26) (16-25) | 久光製薬スプリングス （レギュラーラウンド1位） | 有明コロシアム 観客数: 1,300人 主審: 酒出修 副審: 小林朝実 |
| #636 | 2007年4月6日 16:01 |                                          |                               |                                                | 有明コロシアム 観客数: 1,300人 主審: 酒出修 副審: 小林朝実 |

| #637 | 2007年4月6日 18:00 |                                          |                                       |                                                      |                                                              |
| #637 | 2007年4月6日 18:00 | 武富士バンブー （レギュラーラウンド3位） | 1 - 3 (25-27) (22-25) (25-19) (18-25) | パイオニアレッドウィングス （レギュラーラウンド4位） | 有明コロシアム 観客数: 1,500人 主審: 田野昭彦 副審: 田野敏彦 |
| #637 | 2007年4月6日 18:00 |                                          |                                       |                                                      | 有明コロシアム 観客数: 1,500人 主審: 田野昭彦 副審: 田野敏彦 |

#### 4月7日
| #638 | 2007年4月7日 14:00 |                                                |                               |                                                      |                                                              |
| #638 | 2007年4月7日 14:00 | 久光製薬スプリングス （レギュラーラウンド1位） | 3 - 1 (21-25) (25-22) (25-15) | パイオニアレッドウィングス （レギュラーラウンド4位） | 有明コロシアム 観客数: 2,691人 主審: 田野昭彦 副審: 田野敏彦 |
| #638 | 2007年4月7日 14:00 |                                                |                               |                                                      | 有明コロシアム 観客数: 2,691人 主審: 田野昭彦 副審: 田野敏彦 |

| #639 | 2007年4月7日 16:20 |                                          |                               |                                          |                                                            |
| #639 | 2007年4月7日 16:20 | JTマーヴェラス （レギュラーラウンド2位） | 3 - 1 (18-25) (25-23) (25-19) | 武富士バンブー （レギュラーラウンド3位） | 有明コロシアム 観客数: 3,372人 主審: 大塚達也 副審: 酒出修 |
| #639 | 2007年4月7日 16:20 |                                          |                               |                                          | 有明コロシアム 観客数: 3,372人 主審: 大塚達也 副審: 酒出修 |

#### 4月8日
| #640 | 2007年4月8日 |                                                |                                       |                                          |                                                              |
| #640 | 2007年4月8日 | 久光製薬スプリングス （レギュラーラウンド1位） | 1 - 3 (19-25) (20-25) (25-21) (23-25) | 武富士バンブー （レギュラーラウンド3位） | 有明コロシアム 観客数: 2,468人 主審: 田野敏彦 副審: 田野昭彦 |
| #640 | 2007年4月8日 |                                                |                                       |                                          | 有明コロシアム 観客数: 2,468人 主審: 田野敏彦 副審: 田野昭彦 |

| #641 | 2007年4月8日 15:22 |                                          |                               |                                                      |                                                            |
| #641 | 2007年4月8日 15:22 | JTマーヴェラス （レギュラーラウンド2位） | 3 - 0 (25-21) (29-27) (25-16) | パイオニアレッドウィングス （レギュラーラウンド4位） | 有明コロシアム 観客数: 3,625人 主審: 大塚達也 副審: 酒出修 |
| #641 | 2007年4月8日 15:22 |                                          |                               |                                                      | 有明コロシアム 観客数: 3,625人 主審: 大塚達也 副審: 酒出修 |

### ファイナルラウンド

#### 4月15日
3位決定戦
| #642 | 2007年4月15日 10:35 |                            |                                       |                |                                                                      |
| #642 | 2007年4月15日 10:35 | パイオニアレッドウィングス | 3 - 1 (20-25) (25-19) (27-25) (25-21) | 武富士バンブー | さいたまスーパーアリーナ 観客数: 4,701人 主審: 酒出修 副審: 村上成司 |
| #642 | 2007年4月15日 10:35 |                            |                                       |                | さいたまスーパーアリーナ 観客数: 4,701人 主審: 酒出修 副審: 村上成司 |

優勝決定戦
| #643 | 2007年4月15日 14:30 |                      |                                       |                |                                                                    |
| #643 | 2007年4月15日 14:30 | 久光製薬スプリングス | 3 - 2 (22-25) (25-21) (22-25) (15-11) | JTマーヴェラス | さいたまスーパーアリーナ 観客数: 8,443人 主審: 小柴滋 副審: 勝又正 |
| #643 | 2007年4月15日 14:30 |                      |                                       |                | さいたまスーパーアリーナ 観客数: 8,443人 主審: 小柴滋 副審: 勝又正 |

### 最終順位
| 順位   | チーム名                   | 備考     |
| ------ | -------------------------- | -------- |
| 優勝   | 久光製薬スプリングス       |          |
| 準優勝 | JTマーヴェラス             |          |
| 3      | パイオニアレッドウィングス |          |
| 4      | 武富士バンブー             |          |
| 5      | NECレッドロケッツ          |          |
| 6      | 東レ・アローズ             |          |
| 7      | デンソー・エアリービーズ   |          |
| 8      | 岡山シーガルズ             |          |
| 9      | 日立佐和リヴァーレ         | 入替戦へ |
| 10     | トヨタ車体クインシーズ     | 入替戦へ |

### 個人賞
| No. | 賞名             | 受賞者                         | 所属チーム                 | 備考                |
| --- | ---------------- | ------------------------------ | -------------------------- | ------------------- |
| 1   | 優勝監督賞       | 眞鍋政義                       | 久光製薬スプリングス       |                     |
| 2   | 最高殊勲選手賞   | 先野久美子                     | 久光製薬スプリングス       |                     |
| 3   | 敢闘賞           | モレーノ・ピーノ・ケニー       | JTマーヴェラス             |                     |
| 4   | 最優秀新人賞     | 石川友紀                       | 武富士バンブー             |                     |
| 5   | ベスト6          | モレーノ・ピーノ・ケニー       | JTマーヴェラス             |                     |
| 5   | ベスト6          | アナパウラ・ロペス・フェレイラ | 久光製薬スプリングス       |                     |
| 5   | ベスト6          | 谷口雅美                       | JTマーヴェラス             |                     |
| 5   | ベスト6          | 先野久美子                     | 久光製薬スプリングス       |                     |
| 5   | ベスト6          | 井上香織                       | デンソー・エアリービーズ   |                     |
| 5   | ベスト6          | 橋本直子                       | 久光製薬スプリングス       |                     |
| 6   | ベストリベロ賞   | 佐野優子                       | 久光製薬スプリングス       |                     |
| 7   | レシーブ賞       | 成田郁久美                     | 久光製薬スプリングス       |                     |
| 8   | 得点王           | モレーノ・ピーノ・ケニー       | JTマーヴェラス             | 総得点=754点        |
| 9   | スパイク賞       | 西脇万里子                     | 東レ・アローズ             | 決定率=49.3%        |
| 10  | ブロック賞       | 井上香織                       | デンソー・エアリービーズ   | 決定本数=0.91本/set |
| 11  | サーブ賞         | 栗原恵                         | パイオニアレッドウィングス | 効果率=14.6%        |
| 12  | サーブレシーブ賞 | 井野亜季子                     | 日立佐和リヴァーレ         | 成功率=85.0%        |
| 13  | 優秀GM賞         | 田中俊文                       | 久光製薬スプリングス       |                     |

### プレミア・チャレンジリーグ入替戦

#### 4月14日
| #644 | 2007年4月14日 |                                               |                              |                                      |                  |
| #644 | 2007年4月14日 | トヨタ車体クインシーズ （プレミアリーグ10位） | 3 - 0 (25-20) (25-9) (25-21) | 三洋電機大阪 （チャレンジリーグ1位） | 長岡市市民体育館 |
| #644 | 2007年4月14日 |                                               |                              |                                      | 長岡市市民体育館 |

| #645 | 2007年4月14日 |                                          |                                       |                             |                  |
| #645 | 2007年4月14日 | 日立佐和リヴァーレ （プレミアリーグ9位） | 3 - 1 (25-15) (25-18) (30-32) (25-13) | PFU （チャレンジリーグ2位） | 長岡市市民体育館 |
| #645 | 2007年4月14日 |                                          |                                       |                             | 長岡市市民体育館 |

#### 4月15日
| #646 | 2007年4月15日 |                                               |                       |                                      |                  |
| #646 | 2007年4月15日 | トヨタ車体クインシーズ （プレミアリーグ10位） | 3 - 0 (25-22) (25-23) | 三洋電機大阪 （チャレンジリーグ1位） | 長岡市市民体育館 |
| #646 | 2007年4月15日 |                                               |                       |                                      | 長岡市市民体育館 |

| #647 | 2007年4月15日 |                                          |                       |                             |                  |
| #647 | 2007年4月15日 | 日立佐和リヴァーレ （プレミアリーグ9位） | 3 - 0 (25-18) (25-13) | PFU （チャレンジリーグ2位） | 長岡市市民体育館 |
| #647 | 2007年4月15日 |                                          |                       |                             | 長岡市市民体育館 |

この結果、日立佐和とトヨタ車体が次期プレミアリーグの残留を決めた。